# Volksbefreiungsarmee
Die Volksbefreiungsarmee, kurz VBA (chinesisch 中國人民解放軍 / 中国人民解放军, Pinyin Zhōnggúo Rénmín Jiěfàngjūn, international gängige englische Bezeichnung: People’s Liberation Army, kurz PLA) sind die regulären Streitkräfte der Volksrepublik China und das bewaffnete Organ der Kommunistischen Partei Chinas. Im Falle eines Krieges wird sie von der Bewaffneten Volkspolizei und der Volksmiliz unterstützt. Die chinesische Volksbefreiungsarmee ist das personell stärkste Militär der Welt und verfügt über Flugzeugträger und Kernwaffen.
Gemäß dem Ranking von Global Firepower (2022) besitzt das Land die drittgrößte militärische Kapazität weltweit. Dabei sind nur die Kapazitäten zur konventionellen Kriegsführung enthalten.

## Geschichte

### Vorgeschichte und Entwicklung bis 1949

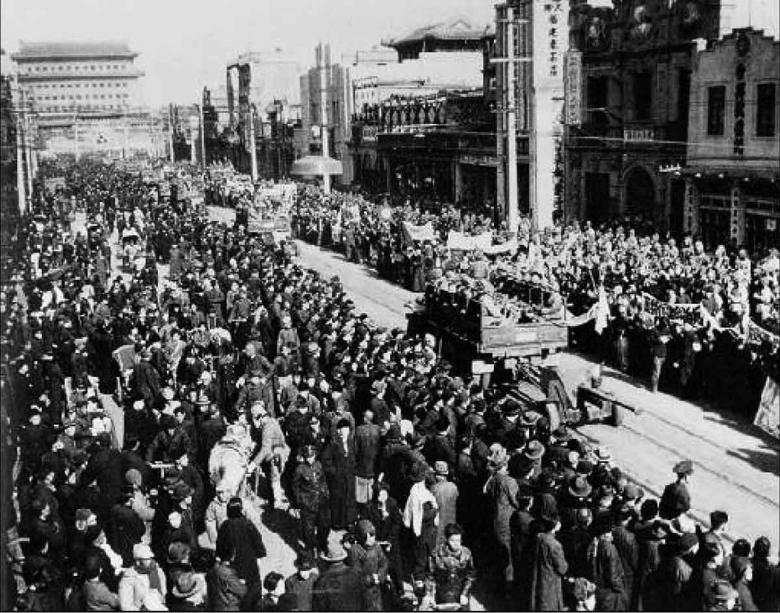
Einzug der Volksbefreiungsarmee in Peking 1948

Die Kommunistische Partei Chinas formierte regulär organisierte bewaffnete Formationen erstmals zum Nanchang-Aufstand unter der Bezeichnung Rote Armee (紅軍 / 红军,  hóngjūn). Bei diesem Aufstand versuchten die Kommunisten nach dem Ende der Ersten Einheitsfront einen zur Republik China konkurrierenden Staat aufzubauen. Der Aufstand scheiterte an der militärischen Überlegenheit der Kuomintang.
Die heutige Volksbefreiungsarmee führt in ihrer Traditionslinie den 1. August 1927 als ihr Gründungsdatum an. Im folgenden Bürgerkrieg verlegten sich die kommunistischen Verbände auf Guerillakrieg gegen die Kuomintang (KMT). Dabei operierten sie aus schwer zugänglichen, ländlichen Basisgebieten gegen die Nationalisten. Die Kommunisten verfolgten hierbei eine defensive Strategie mit dem Ziel, den feindlichen Kräften das Eindringen und die Besetzung zu ermöglichen, um sie dann bei günstiger Gelegenheit zu schlagen. Die Nationalisten gingen im folgenden Jahrzehnt mit Einkreisungs- und Unterdrückungsoperationen gegen die Kommunisten vor und verkleinerten deren Basisgebiete Schritt für Schritt.
Im Oktober 1934 starteten 86.000 verbliebene Parteimitglieder und Angehörige der Roten Armee den Langen Marsch von Jingxi nach Shaanxi, um sich dem Zugriff der KMT-Streitkräfte zu entziehen. Etwa 4.000 verbliebene Soldaten und Parteikader bauten in Yan’an eine neue Basis für ihre Bewegung auf. Während des Langen Marsches avancierte Mao Tse Tung zum politischen Führer der KPCh, dessen Personenkult auch die Rolle eines geniehaften Militärführers beanspruchte. In militärischen Dingen bestand ein gutes Arbeitsverhältnis Maos mit Zhu De, der als Stabsoffizier die notwendige militärische Qualifikation mitbrachte. Die Mobilisierung der Bauern und die erfolgreiche wirtschaftliche Versorgung der Armee auf dem Langen Marsch war ein prägendes Element der Revolution und legte den Grundstein für die große wirtschaftliche Bedeutung der Armee in den folgenden Jahrzehnten. Die VBA war seit Beginn gezwungen, die eigene Nahrungsmittelversorgung in eigener Regie zu garantieren.
Der Bürgerkrieg der Kuomintang mit der Roten Armee wurde ab dem Jahr 1937 durch den Zweiten Japanisch-Chinesischen Krieg unterbrochen, der bis zum Jahr 1945 andauerte.
Nach dem Ende des Zweiten Weltkriegs flammten die Kampfhandlungen zwischen den Kommunisten und der Kuomintang wieder auf. Ab 1948 erlaubte es die militärische Situation den Kommunisten, vom Guerillakrieg zu regulären Militäroperationen überzugehen. Im Jahr 1949 floh die Kuomintang und errichtete auf Taiwan die Republik China. Auf dem Festland gründeten die Kommunisten die Volksrepublik China.
Siehe auch:  Zweiter Japanisch-Chinesischer Krieg (1937–1945)

### Gründung und Aufbaujahre der Streitkräfte der VR China
Am 1. Oktober 1949 wurde die Rote Armee in Volksbefreiungsarmee umbenannt. Sie umfasste zu diesem Zeitpunkt 5,5 Millionen Soldaten und war in fünf voneinander unabhängig operierende Feldarmeen aufgeteilt. Die ersten Seestreitkräfte wurden im Frühjahr 1949 in Dienst gestellt. Die Luftstreitkräfte der Volksrepublik China wurden im November 1949 aufgestellt. Bei beiden dieser Teilstreitkräfte griff die Volksrepublik auf Personal und Material der besiegten Kuomintang zurück. Ebenso gingen einige japanische Flugzeuge in den Besitz der Volksrepublik China über. Im Zuge des Chinesisch-Sowjetischen Freundschaftsvertrags von 1950 orientierte sich die VR China an der verbündeten Sowjetunion, um die Volksbefreiungsarmee zu organisieren.
Während des Koreakriegs sicherte die chinesische Militärintervention die Existenz Nordkoreas. Die Volksbefreiungsarmee hatte dabei rund eine Million Verluste, davon rund die Hälfte Gefallene, zu beklagen.
Im Jahr 1954 wurde ein Verteidigungsministerium errichtet. Peng Dehuai als Minister setzte sich eine Professionalisierung der Volksbefreiungsarmee zum Ziel. Ebenso forderte er eine Abschaffung des dualen Kommandos zwischen militärischem Führer und Politoffizier, konnte sich aber gegen Mao nicht durchsetzen. Im Jahr 1955 wurden reguläre militärische Ränge eingeführt. Trotz des Koreakriegs wurde die Volksbefreiungsarmee bis zum Jahr 1952 auf rund 3 Millionen Mann verkleinert. Bis zum Jahr 1957 erfolgte eine Reduzierung auf 2,2 Millionen Soldaten.
Siehe auch: 
- Koreakrieg (1950–1953)
- Chinesisch-sowjetisches Zerwürfnis (1950–1980)

### Entwicklung zur Nuklearmacht
Die Sowjetunion sicherte Hilfen beim Aufbau des chinesischen Nuklearwaffenpotenzials zu. Das sollte die Überlassung von wissenschaftlichen Daten und Spezialisten sowie die Weitergabe einer funktionsfähigen Atombombe umfassen. Letzteres wurde nie umgesetzt. Mit der Machtübernahme von Nikita Chruschtschow kühlte sich das chinesisch-sowjetische Verhältnis ab. 1960 zog die Sowjetregierung ihre letzten Nuklearspezialisten aus China ab.
Im Oktober 1964 erfolgte der erste erfolgreiche Kernwaffentest Chinas. Wenige Monate zuvor hatte die Volksbefreiungsarmee mit der Dongfeng 2 ihre erste eigenentwickelte Boden-Boden-Rakete getestet. Im Juli 1966 gründete die Volksbefreiungsarmee mit dem 2. Artilleriekorps ihre eigenen strategischen Raketentruppen. Im Juni 1967 erfolgte der erste Test einer Wasserstoffbombe. In den 1960er Jahren erfolgte auch der planmäßige Aufbau militärischer Industriekapazitäten in den Binnenprovinzen des Landes mit dem Ziel, die möglichen Schäden eines Atomkrieges für die Kriegsindustrie zu minimieren.
Die Volksrepublik China erklärte am 16. Oktober 1964 ihren Verzicht auf den Ersteinsatz und bestätigte diesen am 5. April 1995 und im Juni 2005.
Das aktuelle Weißbuch (Juli 2019) zur Militärstrategie Chinas stellt dazu fest: „China hat immer erklärt, dass es zu keiner Zeit und unter keinen Umständen als Erster Kernwaffen einsetzen wird, oder Nichtnuklear-Staaten bzw. -Zonen damit drohen wird. China tritt für das komplette Verbot und die Zerstörung der Kernwaffen ein. Es wird sich nicht am atomaren Wettrüsten beteiligen und seine Kernwaffen auf minimalem Niveau halten, das für seine Sicherheit erforderlich ist.“
Die US-Regierung rechnet 2021 bei China mit circa 320 nuklearen Gefechtsköpfen gegenüber 5.500 in den USA.

### Entwicklung in den 1960er und 1970er Jahren
Im Zuge des Großen Sprungs nach vorn fiel Verteidigungsminister Peng Dehuai in Ungnade und wurde durch Lin Biao ersetzt. Luo Ruiqing, ein Politoffizier, übernahm das Amt des Generalstabschefs. Beide galten als politische Verbündete Maos und legten ihren Fokus auf die Politisierung der Armee im Sinn des Maoismus. Infolgedessen wurde die Zeit für politische Bildung und politische Arbeit der Soldaten auf rund 30–40 Prozent der Dienstzeit festgelegt. Die Armee wurde zum von der KPCh propagierten Vorbild und Leitbild für die gesamte chinesische Gesellschaft. In diesem Rahmen wurden die ideologischen Kader zu Ungunsten der Offiziere gestärkt. In den Jahren von 1967 bis 1969 wurden 80.000 Offiziere angeklagt. Rund 1.000 von ihnen wurden exekutiert oder starben an den Haftumständen inklusive Folter und Hunger.
Während der Kulturrevolution griff die Volksbefreiungsarmee in den Kampf der Roten Garden ein. Dabei kam es auch vor, dass Militäreinheiten verschiedener Herkunft auf unterschiedlichen Seiten standen. Vom Jahr 1968 an wurde die Armee das Hauptinstrument der Parteiführung, um die Ordnung im Land wiederherzustellen. Heeresoffiziere übernahmen dabei zivile Verwaltungsposten. Außer Kontrolle geratene Gebiete wurden durch Militärische Kontrollkommissionen auf Linie gebracht. Im Jahr 1971 waren rund die Hälfte der Zivilverwaltungsposten und rund 70 Prozent der Führungsposten in den Provinzen mit Offizieren der VBA besetzt. Während der Kulturrevolution wurden die Streitkräfte auf rund vier Millionen Angehörige aufgestockt. Aufgrund der politischen Rolle litt die militärische Einsatzbereitschaft.
Im Jahr 1971 überwarf sich Lin Biao mit Mao. Mao wollte die politisch-administrative Rolle der VBA wieder reduzieren und strebte eine Annäherung an die Vereinigten Staaten an, was Lin kritisierte. Der Verteidigungsminister starb bei einem Flugzeugabsturz, als er versuchte, das Land in die von der Sowjetunion kontrollierte Mongolei zu verlassen. Lin Biaos Parteigänger wurden aus dem Offizierskorps entfernt und bis zum Jahr 1973 ging die Rolle von Offizieren in der Zivilverwaltung deutlich zurück.
Siehe auch: 
- Indisch-Chinesischer Grenzkrieg (1962)
- Zwischenfall am Ussuri (1969)
- Chinesisch-Vietnamesischer Krieg (1979)

Laut Angaben der Volksbefreiungsarmee gegenüber einer Besucherdelegation des USPACOM richtete jene im Jahr 1978 eine Unteroffizierslaufbahngruppe ein.

### Entwicklung in den 1980er Jahren
Im Zuge der von Deng Xiaoping angestoßenen Reform- und Öffnungspolitik erhielt die Volksbefreiungsarmee eine niedrige Priorität. Während der 1980er Jahre stagnierte das Militärbudget. Deng Xiaoping erlaubte dem Militär aber, seine Geschäftsfelder weiter auf die zivilen Märkte auszudehnen. Das mobilisierte brachliegende Ressourcen für den ökonomischen Umbau der Planwirtschaft und gewann die Militärführung für den Öffnungskurs. Der Höhepunkt der den Militärs unterstellten Wirtschaftsaktivitäten wurde Mitte der 1990er Jahre erreicht. Die rund 20.000 militäreigenen Unternehmen erwirtschafteten in diesem Zeitraum jährlich rund 7–10 Milliarden US-Dollar Gewinn. Zu den Unternehmen zählten auch große Konglomerate wie die China Poly Group, die Songliao Group und Sanju-Enterprises. Die ökonomische Rolle der Armee führte dabei zu Problemen mit Korruption und Schmuggel.

Als oberstes Kontrollgremium wurde 1982 die staatliche Zentrale Militärkommission geschaffen. Sie löste die Zentrale Militärkommission der Kommunistischen Partei Chinas ab. Im Jahr 1985 entstand mit der Nationalen Verteidigungsuniversität eine neue, höchste Militärakademie. 

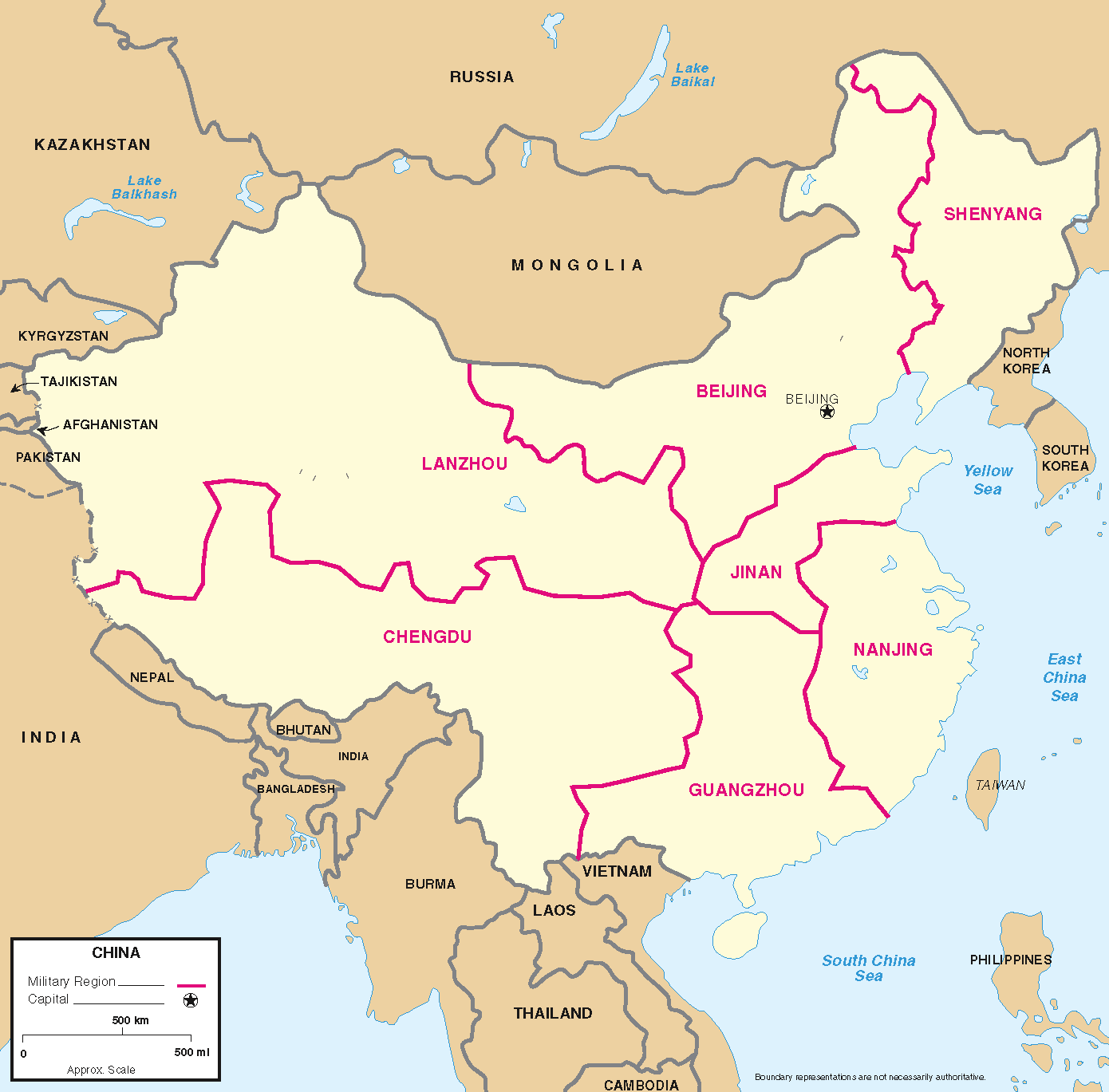
Die sieben historischen Militärregionen

 Die Volksrepublik China war seit Anfang der 1980er-Jahre in die sieben Militärregionen Lanzhou, Beijing, Shenyang, Jinan, Nanjing, Guangzhou und Chengdu eingeteilt, die wiederum in insgesamt 28 Provinzdistrikte untergliedert waren. Diese Untergliederung galt jeweils für Heer und Luftstreitkräfte, die in den einzelnen Regionen aber getrennte Hauptquartiere unterhielten. Die Marine gliederte sich in drei Flotten.
Bis zum Jahr 1988 sank die Truppenstärke auf rund drei Millionen. Mit der personellen Reduktion wurden die Feldarmeen abgeschafft und durch Armeegruppen ersetzt.
In den 1980er Jahren wuchs die Volksbefreiungsarmee um Heeresfliegerverbände und Einheiten zur Elektronische Kampfführung. Ebenfalls in diese Phase fiel eine erstmalige Ausrichtung der Seestreitkräfte auf Operationen außerhalb der unmittelbaren Küstengewässer Chinas. Vom Jahr 1989 an wurden Spezialeinheiten in Bataillons- oder Brigadegröße aufgestellt, zunächst noch als Aufklärungseinheiten bezeichnet. Im begrenzten Umfang versuchte die Volksbefreiungsarmee Grundlagen für mechanisierte Gefechtsführung zu legen, welche die bis dato auf Infanterie basierenden Einsatzformen ersetzen sollte. Im Jahr 1988 erhielten die Streitkräfte neue Uniformen, die sich nicht an maoistischen Vorbildern, sondern am westlichen Militär orientierten.
Im Jahr 1989 schlugen VBA-Kräfte im Tian’anmen-Massaker einen Volksaufstand in der Hauptstadt Peking nieder. Dabei kam es zu hunderten bis tausenden Toten unter der protestierenden Zivilbevölkerung. Die beteiligten Soldaten erhielten nach dem Einsatz Armbanduhren mit propagandistischen Motiven, die als Auszeichnung für die Kampfhandlungen gegen die Aufständischen dienten.

### Militärreformen seit 1990

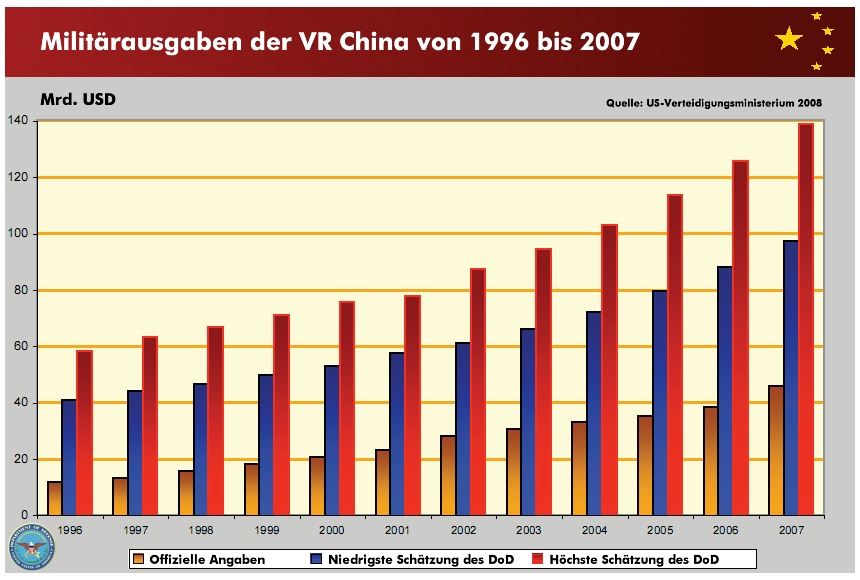
Die chinesischen Militärausgaben von 1996 bis 2007 nach offiziellen Angaben im Vergleich zu Schätzungen des US-Verteidigungsministeriums

Vermutlich wurden in chinesischen Militär- und Forschungskreisen die US-Militäraktionen in Afghanistan sowie der Dritte Golfkrieg analysiert, um daraus Schlüsse für die Weiterentwicklung der VBA zu ziehen. Das US-Verteidigungsministerium sieht den schnellen Sieg seiner Truppen über den Irak während des Zweiten Golfkriegs 1991 als ausschlaggebenden Faktor für die seit den 1990er-Jahren beschleunigte Modernisierung der VBA, insbesondere der Kommunikationsstrukturen. Eine ähnliche Beispielwirkung, vor allem auf dem Feld der Flugabwehr und der elektronischen Kriegsführung (EloKa), hatte demnach der Luftkrieg gegen Serbien (Kosovokrieg) 1999.
Nach ersten Versuchen Anfang der 1980er Jahre wurde zur Jahrtausendwende mit der Herauslösung des Militärs aus seinen wirtschaftlichen Aktivitäten begonnen. 1999 wurde die verbundene Gefechtsform aller vier Teilstreitkräfte erstmals in einer offiziellen chinesischen Militärdoktrin festgeschrieben. Ein Dokument aus dem Jahr 2004 nennt erstmals das Führen „lokaler Kriege unter den Bedingungen der Informationstechnik“ als Aufgabe der Volksbefreiungsarmee. Dieses Leitbild trat neben die alte Ausrichtung, in der die VBA vor allem dazu in der Lage sein sollte, das chinesische Staatsgebiet bodengebunden durch den Einsatz großer Mengen von Mensch und Material zu verteidigen.
Die Gesamtmannschaftsstärke sank von 4,24 Mio. Soldaten (im Jahr 1985) auf rund 2,2 Mio. (2009). Damit wurde die Anzahl der Feldarmeen von 35 auf 24 und die Zahl der Militärbezirke von 11 auf 7 reduziert.
| UN-Mission                | Soldaten | Militärbeobachter | Polizisten |
| ------------------------- | -------- | ----------------- | ---------- |
| MINURSO (Westsahara)      | –        | 13                | –          |
| MINUSTAH (Haiti)          | –        | –                 | 143        |
| MONUC (Dem. Rep. Kongo)   | 218      | 16                | –          |
| UNAMID (Darfur, Sudan)    | 324      | –                 | –          |
| UNIFIL (Libanon)          | 343      | –                 | –          |
| UNMIL (Liberia)           | 564      | 2                 | 16         |
| UNMIS (Sudan)             | 444      | 12                | 18         |
| UNMIT (Osttimor)          | –        | 2                 | 27         |
| UNOCI (Elfenbeinküste)    | –        | 7                 | –          |
| UNTSO (Israel, Palästina) | –        | 4                 | –          |

Seit der Jahrtausendwende verstärkt die Volksbefreiungsarmee ihren multinationalen Übungsbetrieb sowie die Teilnahme an multinationalen Militäroperationen. Im März 2004 kam es bei einem chinesisch-französischen Flottenmanöver erstmals im größeren Umfang zur Zusammenarbeit mit einem europäischen Staat. Anfang des Jahres 2005 übten China und Russland gemeinsam im Manöver „Friedensmission 2005“ auf der chinesischen Halbinsel Shandong: Luft- und Marinelandeeinheiten trainierten mit anderen Waffengattungen die Invasion an einer Küste. Auf beiden Seiten nahmen jeweils fast 10.000 Soldaten teil. Im Hinblick auf den Taiwan-Konflikt besaß das Manöver politische Brisanz, aber sowohl von chinesischer als auch von russischer Seite wurde entgegengehalten, die Übung richte sich ausschließlich gegen Terrorismus und Extremismus. Seitdem werden chinesisch-russische Großmanöver im Jahrestakt ausgerichtet. Im Dezember 2007 wurde erstmals mit Indien ein gemeinsames Anti-Terror-Militärmanöver abgehalten. Erste Manöver mit den Mitgliedern des ASEAN-Staatenbunds werden als Versuch gewertet, ein regionales Militärbündnis ins Leben zu rufen. Im Juni 2009 unternahm China in Gabun unter dem Titel „Friedensengel 2009“ erstmals eine gemeinsame sanitätsdienstliche Übung mit einem anderen Staat. Im Juni 2009 erfolgte das erste gemeinsame Manöver mit dem Nachbarstaat Mongolei. 2009 beteiligten sich chinesische Soldaten im Libanon erstmals an Minenräumungen im Ausland.

### Militärreformen ab 2010
Ab den 2010er Jahren modernisierte die chinesische Führung die Volksbefreiungsarmee stark: Seit 2009 stiegen die Ausgaben für das Militär um über 80 Prozent. Staats- und Parteichef Xi Jinping investiert mehr als jeder seiner Vorgänger in die Volksbefreiungsarmee.
Am 23. November 2013 verkündete die Volksrepublik die Einrichtung einer Air Defense Identification Zone (ADIZ) über dem Ostchinesischen Meer. Diese umschließt die mit Nachbarstaaten umstrittenen Senkaku-Inseln sowie den Socrota-Felsen und überschneidet sich zur Hälfte mit der japanischen ADIZ. Im Anschluss steigerte sowohl China als auch Japan die jeweilige militärische Flugtätigkeit in dieser Zone. Ebenfalls seit 2013 nimmt die Flugaktivität der chinesischen Luftwaffe im westlichen Pazifik insgesamt zu. Im September 2016 kündigte die Luftwaffe offiziell verstärkte Übungsflüge über die Erste Inselkette hinaus an und setzte dies in der folge auch um. Im April 2018 führten Luftwaffe und Marine der Volksbefreiungsarmee die bis dahin größte Übung in den Gewässern rund um Taiwan aus.
Den geopolitisch-strategischen Anspruch des Landes unterstreichen die Streitkräfte auch durch den ersten selbst gebauten chinesischen Flugzeugträger, der seit 2012 im Dienst ist und Grundlage für konventionell getriebene STOBAR-Flugzeugträger und nukleargetriebene CATOBAR-Flugzeugträger (Projektziel 2030) sein soll.
Der Formierung einer „Strategischen Kampfunterstützungsgruppe“ wurde ab November 2013 eingeleitet. Seit 2016 ist sie als eine Teilstreitkraft der VBA befähigt zum Aufbau und Ausbau der Raumfahrt-Infrastruktur Chinas sowie zur ‘Elektronischen Kampfführung.

### Militärreformen ab 2016
Im Jahr 2016 leitete die chinesische Führung die größte Strukturreform seit den 1950er Jahren ein. Ein starkes Militär wird als ein zentraler Baustein bei der Modernisierung Chinas beschrieben. Als Ziel wurde vorgegeben, dass bis zum 100. Gründungstag der Volksrepublik China im Jahr 2049 das Land zur militärischen Supermacht aufgestiegen sein soll.
Das Weißbuch 2019 benennt folgende Ergebnisse der Reformen der Vorjahre:
- die Reorganisation und Neubildung der Organe der staatlichen Zentralen Militärkommission: Generalstab, Politische Hauptverwaltung, Hauptverwaltung Logistik, Hauptverwaltung Bewaffnung und Ausrüstung sowie 15 zugeordneten Verwaltungen;
- die Reduzierung der traditionellen sieben Militärbezirke der Landesverteidigung (Shenyang, Beijing, Lanzhou, Jinan, Nanjing, Guangzhou und Chengdu) auf fünf strategische Militärbezirke (MB, „Kriegszonen“): MB Ost, MB Süd, MB West, MB Nord und Zentraler MB. (Diese Umgliederung erfolgte zum 1. Januar 2016. Die territoriale Ausdehnung der MB folgt nicht der administrativen Gliederung des Landes.);
- die Schaffung eines gemeinsamen Kommandozentrums zur Führung der Teilstreitkräfte und Gattungen: Landstreitkräfte (Heer), Seestreitkräfte (Marine), Luftstreitkräfte (Luftwaffe), Raketentruppen, Strategische Unterstützungskräfte, Sicherstellungskräfte;
- die Neugliederung der Hauptverwaltung der Landstreitkräfte;
- die Reduzierung der bisherigen 18 Armeegruppen (AG) auf 13 AG;
- die Reduzierung der Streitkräfte um 300.000 auf zwei Millionen Angehörige;
- die Reorganisation der Truppen und den Aufbau von Kampftruppen eines neuen Typs;
- die Verringerung der Anzahl von Universitäten und Fachschulen von 77 auf 44 sowie
- die Gründung einer Akademie für Militärwissenschaft und neuer Forschungsinstitute.

Die Miliz und die Reservekräfte wurden in ihrer Struktur der Entwicklung der Streitkräfte angepasst. Ihre Funktion wurde auf alle Teilstreitkräfte ausgedehnt.
Im Zuge der Reform und der militärischen Neuausrichtung soll die Volksbefreiungsarmee den Anforderungen aus dem Informationszeitalter entsprechen.
Über den Zweck der Landesverteidigung hinaus sollen mobile, integrierte und global einsetzbare Streitkräfte entstehen. Dadurch haben die Luft- und Seestreitkräfte an Bedeutung gewonnen.
Im August 2018 erprobte China erfolgreich die Hyperschallrakete „Sternenhimmel“, die mit 6 Mach (7.340 km/h) fliegen soll und kaum abzufangen sei.
Die Weltraumaktivitäten Chinas sind anwachsend: Anfang 2019 gelang erstmalig die Landung einer chinesischen Raumsonde auf der erdabgewandten Seite des Mondes. Im Mai 2021 wurde der Mars-Rover „Zhurong“ auf diesem Planeten zum Einsatz gebracht. Seit Anfang 2023 betreibt China seine eigene Raumstation „Himmelspalast“ (Tiangong), die Einzige neben der Internationalen Raumstation (ISS). Ende Mai 2023 wurde zum ersten Mal zusammen mit zwei Militärs auch ein Zivilist ins All geschickt. Mitte Juni 2023 wurden gleichzeitig 41 Satelliten mit der Trägerrakete „Langer Marsch 2D“ in ihre Erdumlaufbahn installiert.

## Politische Führung
Die Streitkräfte der Volksrepublik China werden seit 1982 von der Zentralen Militärkommission (ZMK) geführt. Formal existieren die staatliche Zentrale Militärkommission und die Zentrale Militärkommission der Kommunistischen Partei Chinas getrennt voneinander. Beide Gremien sind jedoch mit den gleichen Personen besetzt und Befehle an die Truppe werden in der Regel lediglich von der „Zentralen Militärkommission“ ohne Differenzierung nach staatlichem oder Parteiorgan herausgegeben. Seit 1981 werden alle chinesischen Soldatinnen und Soldaten auch unmittelbar auf die Kommunistische Partei vereidigt. Daher liegt die Führung des chinesischen Militärs letztlich, nach dem Prinzip „die Partei führt die Waffe“ (chinesisch 党指挥枪 Dǎng zhǐhuī qiāng), in integrierter Form bei der kommunistischen Partei und bei dem durch diese Partei dominierten Staat. Das US-Verteidigungsministerium bezeichnet die Volksbefreiungsarmee deshalb als „Partei-Armee“.
Der Vorsitzende der staatlichen Zentralen Militärkommission wird vom Nationalen Volkskongress gewählt, die übrigen Mitglieder werden vom Zentralkomitee der Kommunistischen Partei vorgeschlagen und vom Nationalen Volkskongress oder dessen ständigem Ausschuss gewählt.
Zahlreiche militärnahe Aufgaben wie Rüstungspolitik, Infrastruktur und Verkehr mit Berücksichtigung militärischer Erfordernisse, Zivilschutz und Vorbereitung einer Mobilmachung fallen in die Zuständigkeit des Staatsrats, insbesondere des Verteidigungsministeriums, und damit der zivilen Regierung. Allerdings sind die politische und die militärische Führung sowie die Kommunistische Partei eng verzahnt: Alle oberen Funktionsträger der Generalität haben hohe Parteiämter inne; ein Großteil der Entscheidungsträger in Staat und Partei verfügen über einen militärischen Rang oder waren im Verlauf ihrer Karriere aktive Offiziere. Darüber hinaus erfüllt das Verteidigungsministerium überwiegend administrative sowie repräsentative und nur wenige militärische Aufgaben. So empfängt der Verteidigungsminister seine ausländischen Pendants, obwohl er nicht, wie in vielen Ländern üblich, Teil der Befehlskette ist.
Der Führungsanspruch der Partei für die gesellschaftliche Entwicklung wurde insbesondere im Oktober 2019 mit der 4. Tagung des Zentralkomitees des XIX. Parteitags der KPCh und in einer veränderten politisch-strategischen Kursbestimmung deutlich. Auf den engen Zusammenhang zwischen Partei und Armee deutet das Weißbuch zu Chinas Militärstrategie vom Juli 2019 hin, das die militärpolitischen Konsequenzen aus der 4. Tagung vorwegnimmt.
Im Bericht von Xi Jinping zum XX. Parteitag der KPCh im Jahr 2022 werden neben bereits länger bestehenden, allgemeinen Zielen der Militärpolitik gesondert die Nutzung unbemannter Waffensysteme und von Informationsnetzwerken sowie eine stärkere Rolle neuartiger Gefechtsfelder hervorgehoben. Letzteres soll vermutlich den Weltraum und den Cyberspace zusammenfassen.

## Auftrag für Chinas Streitkräfte der 2020er Jahre

### Sicherheitspolitischer Rahmen
Das Weißbuch 2019 nennt folgende Rahmenbedingungen für die chinesische Militärpolitik und -strategie, aus denen direkt oder indirekt Bedrohungen für die nationale Sicherheit Chinas und die nationalen Interessen abgeleitet werden:
- Die USA hätten ihre Strategie geändert, agierten unilateral, erhöhten ihre Verteidigungsausgaben und stärkten ihr Kernwaffenpotenzial. Sie bauten ein länderübergreifendes Stützpunkt- und Raketenabwehrsystem auf, darunter das THAAD-System (Terminal High Altitude Area Defense) in Südkorea.
- Die NATO habe sich territorial erweitert und stationiere weitere Truppen in Zentral- und Osteuropa.
- Russland verstärke sein nukleares und konventionelles Potenzial.
- Japan habe seine Militärpolitik neu ausgerichtet.
- Die Europäische Union forciere ihre Anstrengungen zum Aufbau einer eigenen militärischen Komponente.
- Die Nichtweiterverbreitung von Massenvernichtungswaffen bleibe problematisch; Extremismus und Terrorismus breiteten sich aus.

China definiert seine Sicherheitsrisiken in den 2020er Jahren aus komplexen Gefahren und Herausforderungen. Die separatistischen Kräfte einer „Unabhängigkeit Taiwans“ seien die größte Gefahr für den Frieden, die Stabilität in der Straße von Taiwan und die Wiedervereinigung des Landes. Außerdem würden separatistische ausländische Kräfte ständig Aktionen für eine „Unabhängigkeit Tibets“ und zur Gründung eines „Ost-Turkestan“ durchführen. Daneben gebe es Auseinandersetzungen über die territoriale Souveränität einiger Inseln als auch über maritime Grenzen.
Ein geostrategischer Unsicherheitsfaktor für China ist dabei vor allem die Haltung Indiens zu Russland, China und zu den USA. Sollte sich zwischen Indien und den Vereinigten Staaten eine weitere wechselseitige Annäherung vollziehen, dürfte auch die Frage der engeren sicherheitspolitischen Kooperation von Russland mit China aktueller werden. Der russische Präsident Wladimir Putin hat die Bereitschaft Russlands signalisiert, sich auf die Veränderungen im Indo-Pazifik einzustellen – einschließlich in Gestalt eines Militärbündnisses zwischen Russland und China.
Die Volksrepublik China und Russland bekräftigten anlässlich des Treffens der beiden Außenminister im März 2021 ihre Kritik an einer Global Governance, die sich auf ihre politische Wahrnehmung gründet, dass die Vereinigten Staaten und „der Westen“ zunehmend versuchten, die bisher ausgeübte alleinige Kompetenz für die Gestaltung der Global Governance (Prinzipien, Werte, Regeln, Verfahren, Gesetze) festschreiben zu wollten.
Beim Treffen der Staatsoberhäupter Russlands und Chinas im Juni 2021, anlässlich der Verlängerung zum Vertrag über gute Nachbarschaft, Freundschaft und Zusammenarbeit (2001), wurden die offiziellen Auffassungen erklärt, dass innere nationale Entwicklungen zu respektieren seien und auf Versuche zum sogenannten „Regime-Change“ zu verzichten sei. Dies widerspreche der fortgesetzten Erhaltung der völkerrechtlichen Regeln und deren ausgewogene Weiterentwicklung mittels Kooperation und Dialog.
Eine Rolle für die langfristige Ausrichtung spielt auch das Jahr 2049, in dem die Volksrepublik China 100 Jahre alt wird. Ähnlich wie in anderen Politikfeldern wird auch für das Militär eine Erneuerung und allgemeine Perfektionierung von Strukturen und Systemen angestrebt. Die Volksbefreiungsarmee soll bis zu diesem Datum eine Streitmacht von Weltrang werden. Die aktuell verfolgten militärischen Entwicklungsziele fokussieren sich meist auf das Jahr 2027. In diesem Zeitrahmen soll die gesamte Volksbefreiungsarmee mechanisiert und insbesondere mit Blick auf Aufklärung und Informationsverarbeitung modernisiert werden.

### Militärisch-politische Ziele der Landesverteidigung Chinas
Im Weißbuch 2019 werden die Sicherung von Chinas Souveränität, die Verteidigungsbereitschaft und die Modernisierung des Staates als fundamentale Ziele der Landesverteidigung hervorgehoben.
Die Außenbeziehungen sollen auf der Basis der fünf Prinzipien der friedlichen Koexistenz gestaltet werden. Dementsprechend will China jede Aggression vermeiden oder ihr widerstehen und separatistische Bewegungen niederhalten. Chinas maritime Rechte und Interessen in Übersee, im Weltraum und im Cyberraum sollen gesichert werden. Die Volksrepublik China betrachtet die Inseln im Süd- und Ost-Chinesischen Meer als unveräußerliches chinesisches Territorium. Die Unabhängigkeit Taiwans wird zurückgewiesen und Interesse an einer Wiedervereinigung bekräftigt.

### Konflikte aus der militärgeographischen Lage Chinas
Die Wiedervereinigung mit dem Inselstaat Taiwan sehen viele chinesische Politiker und Militärs als höchstrangiges strategisches Ziel an. Dieser Anspruch drückt sich auch in der Dislozierung aus, welche die modernsten Waffensysteme und die am besten ausgebildeten Einheiten in den Küstenregionen gegenüber Taiwan stationiert. Mit dem Anti-Sezessionsgesetz vom März 2005 übertrug der Nationale Volkskongress die Entscheidungsbefugnis über die Anwendung nicht-friedlicher Mittel im Hinblick auf Taiwan auf den Staatsrat. Zuvor lag diese Entscheidung ausschließlich bei der Zentralen Militärkommission. Dieser Schritt wurde von Taiwan und den USA heftig kritisiert, da der chinesischen Regierung damit eine militärische Aktion gegen Taiwan erleichtert würde. Allerdings war vor der Verabschiedung des Anti-Sezessionsgesetzes durch den Nationalen Volkskongresses keinerlei rechtliche Regelung für einen Angriff auf Taiwan vorhanden, die VR hätte jederzeit und ohne Begründung Taiwan angreifen können. Mit dem Anti-Sezessionsgesetz besteht eine rechtliche Beschränkung, außerdem ist die Entscheidungsbefugnis nun auf zwei Gremien, die ZMK und den Staatsrat, verteilt.
Konflikte entstehen aus den Aufrüstungsbestrebungen Nordkoreas und die offensivere Ausrichtung der japanischen Selbstverteidigungsstreitkräfte. Von der Ausrichtung gegen Korea zeugt die Stationierung der modernsten Panzerdivisionen sowie der schnellen Eingreiftruppen des Heeres, der 15. Luftlandedivision sowie der 38. und der 39. Armee, in den angrenzenden Militärregionen Peking und Shenjang.
Weitere Konfliktherde sind aus chinesischer Sicht die Insel Sachalin, wo die Hauptkonfliktparteien Russland, Japan und die benachbarte Nuklearmacht Nordkorea ebenfalls Interessen haben.
Seit jeher wird gestritten um einige Meeresregionen im Süd-Chinesischen Meer, beim Grenzverlauf zu Indien im Himalaja, um die Gebiete der Tibeter und anderer grenznaher Minderheiten sowie im Konflikt zwischen den beiden nuklear bewaffneten Nachbarstaaten Indien und Pakistan.
Im Zuge des rasanten Wachstums der chinesischen Wirtschaft erlangen auch wirtschaftliche Aspekte wachsende Bedeutung für das chinesische Militär. In den Blickpunkt rückt die Straße von Malakka, da durch sie rund 80 Prozent der chinesischen Erdöl-Importe transportiert werden.
Wichtige Leitlinien der chinesischen Geostrategie sind die „erste und zweite Inselkette“. Erstere schließt sich südlich an Japan an, verläuft östlich von Taiwan, westlich der philippinischen Küste, durch das Süd-Chinesische Meer und entlang der vietnamesischen Küste. Innerhalb dieser Seezone beansprucht China die militärische Kontrolle. Die zweite Inselkette verläuft weit in den Pazifik hinaus und erstreckt sich bis zu den Marianen, Guam, Mikronesien und Palau. In diesem Bereich strebt die Volksrepublik militärische Operationsfähigkeit an.

## Einsatzformen

### Militärische Hauptaufgaben
Der zentrale Begriff der chinesischen Militärstrategie ist bereits seit den 1930er Jahren die „aktive Verteidigung“. Er bedeutet, dass China von sich aus keine Kampfhandlungen eröffnet oder Angriffskriege führt. Diesem Prinzip entsprechend werden Militäroperationen nur dann als gerechtfertigt erachtet, wenn sie die nationale Souveränität oder das Territorium der Volksrepublik verteidigen. Angriffe sind demnach nur zulässig, wenn China selbst zuvor angegriffen wurde. Allerdings ist nicht klar definiert, was als Angriff angesehen wird. So wurde die Invasion in Vietnam 1979 als „Gegenangriff zur Selbstverteidigung“ gerechtfertigt.
Das seit den 2000er Jahren verfolgte Konzept sieht vor, Einheiten schneller und weiter zu bewegen. Dies soll es erstens ermöglichen, innerhalb des Landes bei einer insgesamt kleineren Armee ausreichend starke Truppenkonzentrationen zu bilden. Zweitens soll es militärische Wirkung über größere Entfernungen erzielen. Darüber hinaus wächst die Bedeutung von Operationen im Verbund aller vier Teilstreitkräfte. Um diese Ziele zu erreichen, wird intensiv daran gearbeitet, die Abläufe und Technik für Kommunikation, Führung und Aufklärung zu verbessern. Seit 2016 spielt das Gefecht der verbundenen Waffen im Heer eine größere Rolle und soll auch von Einheiten bis hinunter zu Bataillonsstärke eigenständig geführt werden können. Zunehmend werden in chinesischen Militärkreisen auch Einsatzmöglichkeiten der Streitkräfte erörtert, die unter der Schwelle eines Krieges liegen.
Zunehmend beginnt China auch nicht-militärische Werkzeuge der Sicherheitspolitik zu nutzen. Mit der Shanghaier Organisation für Zusammenarbeit versucht es eine Organisation aufzubauen, mit der es eine ähnlich dominierende Stellung innerhalb der südostasiatischen Region erreichen könnte, wie die USA in der NATO.

### Einsatz im Inneren
Die Volksbefreiungsarmee übernimmt zahlreiche Aufgaben innerhalb der chinesischen Zivilgesellschaft. Neben Polizei- und Grenzschutzaufgaben, die insbesondere von der bewaffneten Volkspolizei ausgeführt werden, kommen Einheiten aus allen Teilstreitkräften bei der Hilfe in Katastrophenfällen zum Einsatz. Nach chinesischen Angaben waren 2007 und 2008 600.000 Soldaten und 1,39 Millionen Mitglieder von Miliz und Reserve zumindest einmal im Katastrophenschutzeinsatz. Auch die Sicherung der Olympischen Sommerspiele 2008 in Peking oblag zum Teil Einheiten der VBA mit einer Stärke von insgesamt 46.000 Mann und 85.000 Mann der PAPF. Auch zu Bauarbeiten zur Verbesserung der Infrastruktur werden regelmäßig Soldaten herangezogen.

### Beteiligung an UN-Friedensmissionen

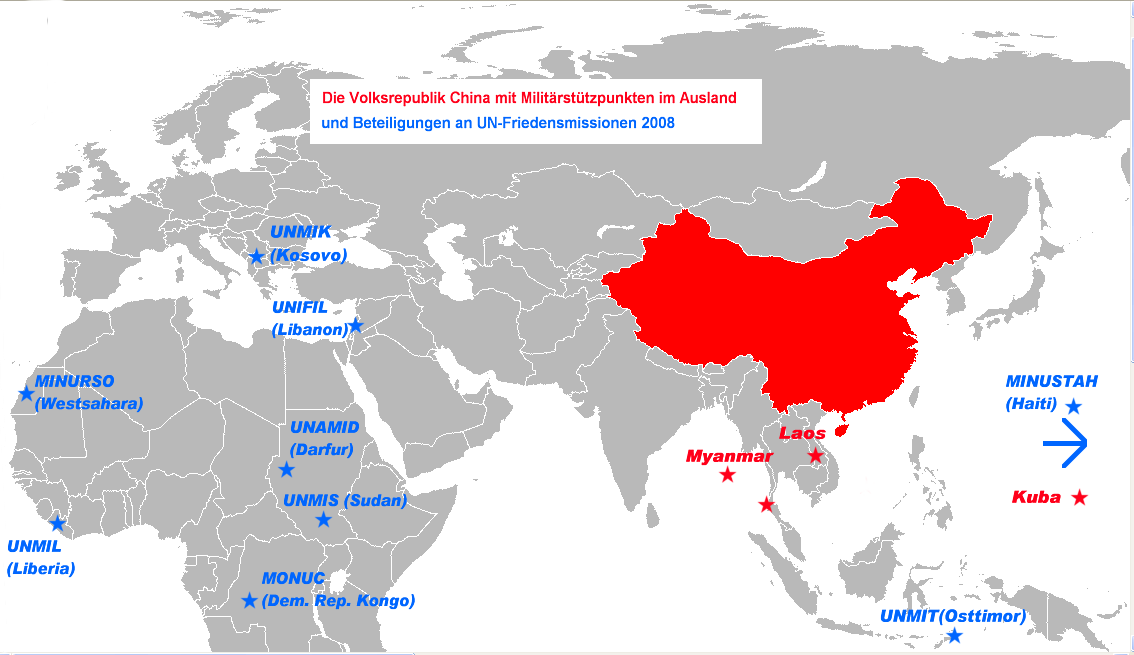
Chinesische Militärstützpunkte im Ausland einschl. Abhörstationen und größere Beteiligungen an UN-Friedensmissionen 2008

Im Jahr 2008 bilanzierte die chinesische Regierung, dass das Land in den vorhergehenden 20 Jahren insgesamt mehr als 11.000 Teilnehmer, Soldaten, Polizisten und Beobachter, zu 18 UN-Friedensmissionen beigesteuert habe. US-Angaben zufolge hat China von 2004 bis 2009 die Anzahl der Teilnehmer an UN-Missionen verdoppelt. Die Volksrepublik betreibt drei Einrichtungen, an denen Teilnehmer von Friedensmissionen gezielt für diese Aufgabe geschult werden.
Im Jahr 2019 war die Volksrepublik China unter den ständigen Mitgliedern des UN-Sicherheitsrats der größte Truppensteller für UN-Friedensmissionen und unter allen Staaten der zehntgrößte. Zum Jahresende waren in solche Missionen 2545 chinesische Teilnehmer eingebunden. Das Land beteiligte sich im Jahresverlauf 2019 an Unamid (Sudan), Unmiss (Südsudan), Minusma (Mali), Monusco (Demokratische Republik Kongo), Minurso (Westsahara), Unficyp (Zypern), Unifil (Libanon) und Untso (Israel und verschiedene arabische Staaten). Die Volksrepublik ist darüber hinaus der zweitgrößte Geldgeber für UN-Friedensmissionen. Im Jahr 2019 stammten 15,2 % des entsprechenden UN-Budgets aus China.

### Beteiligung an multinationalen Militärmanövern und -operationen
Seit etwa 1990 ist die Zahl der gemeinsamen Manöver mit ausländischen Streitkräften deutlich angestiegen. Darüber hinaus hat China eine deutlich größere Zahl ausländischer Beobachter zu seinen Manövern eingeladen. Die Volksbefreiungsarmee will über den verstärkten Austausch von militärischen Fähigkeiten befreundeter Staaten lernen. Neben Manövern und Operationen mit anderen Streitkräften haben auch die Entsendung von Delegationen, Militärattachés, Offizieren in Ausbildung und Teilnehmern militärischer Tagungen seit Anfang des Jahrhunderts, insbesondere nach Südamerika und Afrika, erheblich zugenommen. Gleiches gilt für die Besuche chinesischer Militärschiffe in ausländischen Häfen.
Ebenso wie andere Staaten und Staatenbünde, aber außerhalb der multinationalen „Task Force“ geht China seit Ende 2008 militärisch gegen die Piraterie vor der Küste Somalias vor. Dabei handelt es sich um die erste Kampfoperation der chinesischen Marine außerhalb der eigenen Küstengewässer seit dem 15. Jahrhundert. Zwei Fregatten, ein Versorgungsschiff und 70 Mann Spezialeinheiten waren daran anfangs beteiligt. Chinesischen Angaben zufolge passierten von Januar bis November 2008 1265 chinesische Frachtschiffe diese Seeregion. Ein Fünftel der Schiffe sei von Piraten angegriffen und sieben aufgebracht worden. Im Jahr 2019 war China mit drei Einsatzgruppen seiner Kriegsmarine beteiligt, die in diesem Rahmen mehrere Hafenbesuche und Austauschaktivitäten mit anderen beteiligten Nationen absolvierten.
Im Jahr 2014 beteiligte sich die Volksbefreiungsarmee an der Suche nach dem verschollenen Malaysia-Airlines-Flug 370 und im Folgejahr an der Evakuierung ausländischer Staatsangehöriger aus dem Bürgerkriegsland Libyen.
Die Volksrepublik China hat die Afrikanische Bereitschaftstruppe der Afrikanischen Union bislang mit Materialspenden im Wert von rund 100 Millionen US-Dollar unterstützt. Die Mission der Afrikanischen Union in Somalia erhält ebenfalls Materialspenden und einen jährlichen Zuschuss in Höhe von 1,2 Millionen US-Dollar.

### Katastrophenhilfe außerhalb Chinas
Das chinesische Militär hat nach eigenen Angaben seit 2002 bei zehn Naturkatastrophen außerhalb des eigenen Landes Hilfe geleistet. Allerdings bewerten die USA die Hilfe der Volksbefreiungsarmee nach dem Seebeben im Indischen Ozean 2004 als weitgehend ineffektiv. Das 2008 fertiggestellte Lazarettschiff „Heping Fangzhou“ soll neben seiner militärischen Funktion speziell auf humanitäre Operationen ausgerichtet sein.

## Führung, Struktur und Bestand

### Strategische Führung, Gliederung und Bestand
Das oberste Führungsorgan der Streitkräfte ist die staatliche Zentrale Militärkommission (ZMK). Sie führt die Streitkräfte über das für alle Teilstreitkräfte gemeinsame Oberkommando. Mittels einer neuen Operationsstruktur sind die chinesischen Streitkräfte strategisch in fünf Militärbezirke (MB, „Kriegszonen“ – 战区, Pinyin Zhànqū) angeordnet: MB Nord, Ost, Süd, West und Zentraler MB (Mitte). Diese Militärbezirke sind als territoriale Kommandos verantwortlich für die Führung von militärischen Operationen. Als zwei besondere Militärgebiete werden Xinjiang und Tibet bezeichnet.
In den Militärbezirken sind folgende Armeegruppen (AG) disloziert:
- MB Nord: 78., 79. und 80. AG;
- MB Ost: 71., 72, und 73. AG;
- MB Süd: 74. und 75. AG;
- MB West: 76. und 77. AG sowie
- Zentraler MB mit 81., 82, und 83. AG.

### Stützpunkte und Stationierungen im Ausland
In Sop Hau, Laos, im Süden der Provinz Champasak nutzt China eine militärische Radareinrichtung.
Seit 1994 nutzt China auf den Kokos-Inseln (Coco Islands) nördlich der indischen Andamanen und Nikobaren einen Stützpunkt für Fernmelde- und Elektronische Aufklärung (Sigint) und einen Flugplatz. Zudem kursierten Gerüchte über einen (geplanten) U-Boot-Stützpunkt. Weitere Aufklärungsstützpunkte gibt es seit 1994 in Akjab und auf Zadetgyi Kyun (St. Matthew’s Insel) der Tanintharyi-Division.
1998 unterzeichnete China mit Kuba einen Vertrag zur Nutzung von zwei Sigint-Stützpunkten. Ab 1999 nutzt China die kubanischen Einrichtungen in Bejucal und nordwestlich von Santiago de Cuba.
Spätestens 2015 wurde offensichtlich, dass China auf den Spratly-Inseln über Jahre hinweg weitläufige Militärstützpunkte errichtet hat.
Seit 2016 unterhält China einen Militärstützpunkt im ostafrikanischen Dschibuti.

### Mannstärke
Die Volksbefreiungsarmee ist nach offiziellen Angaben mit 2,1 Millionen Soldaten die größte Armee der Welt. Soweit bekannt, wurde die Größe der VBA seit etwa 1990 mehrfach zugunsten einer besseren technischen Ausrüstung und Ausbildung verkleinert, das Militärbudget gleichzeitig aber angehoben. Dabei wurden insbesondere der Anteil von Wehrpflichtigen deutlich reduziert und die Landstreitkräfte verkleinert, während die übrigen Teilstreitkräfte wuchsen. Das Ziel ist eine kleinere, modernere und schlagkräftigere Armee. Außerhalb der VBA stehen der Volksrepublik China rund 660.000 Mitglieder paramilitärischer Formationen zur Verfügung.

### Reserve
Heer, Luftstreitkräfte, Marine und Raketenstreitkräfte verfügen jeweils über eigene Reserveeinheiten. Lediglich die Heeres-Reserve und die Flugabwehr-Reserve der Luftstreitkräfte umfassen unmittelbare Kampfeinheiten. Die übrigen Reserveverbände sind in erster Linie Unterstützungs- und logistische Einheiten. Die Reserven sind in Einheiten ab Divisionsgröße parallel zu aktiven VBA-Einheiten aufgestellt und jeweils fest einer zivilen Gebietskörperschaft der Volksrepublik zugeordnet. Allerdings gibt es auch Verbände, die einzelnen Großstädten oder größeren Industriebetrieben zugeteilt sind. Jeweils ein Drittel der Angehörigen einer Reserveeinheit soll pro Jahr eine 30-tägige Übung absolvieren.
Von 2006 bis 2010 wollte die Volksrepublik ihre Reserve von zehn auf acht Millionen Angehörige reduzieren und den Schwerpunkt weiter von Kampf- hin zu Unterstützungseinheiten verschieben. Innerhalb der Gesamtheit der Reserve besteht für rund 500.000 Reservisten ein höherer Mobilisierungsgrad, so dass diese Mannstärke in vergleichsweise kurzer Zeit mobilisiert werden könnte.
Im Rahmen der Militärreformen von 2016 wurde eine Abteilung zur nationalen Verteidigungsmobilisierung geschaffen, die direkt der Zentralen Militärkommission untergeordnet ist. Diese beaufsichtigt und organisiert sowohl die Reserve der Volksbefreiungsarmee als auch die Volksmiliz. Außerdem soll sie bei Katastrophen- und Notfällen die zivilen und militärischen Hilfsbemühungen koordinieren.

### Modernisierung der Waffensysteme
Seit Mitte der 1990er-Jahre ist die Volksbefreiungsarmee bestrebt, neue moderne Waffensysteme in Dienst zu stellen, um die technische Lücke zu den westlichen Staaten sowie zu Russland und Japan zu schließen. Dies ist in unterschiedlichem Umfang gelungen. Beispielsweise verfügt die Marine über eine komplett modernisierte U-Boot-Flotte. Bei den Überwassereinheiten entsprechen je nach Schiffsklasse zwei Drittel oder mehr der Einheiten modernen Standards. Seit 2006 schaffte die Marine der Volksrepublik zudem keine größeren Einheiten aus ausländischer Produktion an, sondern deckte ihren Bedarf an modernen Schiffen und U-Booten komplett aus inländischer Produktion. Im Heer identifizieren amerikanische Beobachter immer noch Einheiten, die Material aus den 1960er Jahren nutzen. Zu den jüngsten beim Heer in den Dienst gestellten Waffensystemen dürften der leichte Kampfpanzer Typ-15 und der Transporthubschrauber Z-20 gehören. Ein unbemanntes gepanzertes Fahrzeug war 2019 unter der Bezeichnung Typ 56 in der Erprobung. Bei den Triebwerken für ihre modernsten Flugzeuge ist die chinesische Rüstungsindustrie weiterhin auf Importe aus Russland und aus westlichen Staaten angewiesen.

### Ethnische Zusammensetzung
Nach den Daten des Zensus 2010 hatte die Volksbefreiungsarmee am Stichtag (1. November 2010, 00:00 Uhr) exakt 2.300.000 Angehörige. Mannschaften und Offiziere verteilten sich auf die Völker Chinas wie folgt:
| Ethnie               | Zahl      | Anteil an der VBA |
| -------------------- | --------- | ----------------- |
| Volksbefreiungsarmee | 2.300.000 | 100,00 %          |
| Han                  | 2.198.314 | 095,58 %          |
| Manju                | 00 22.627 | 000,98 %          |
| Zhuang               | 00 11.281 | 000,49 %          |
| Tujia                | 00 10.075 | 000,44 %          |
| Hui                  | 000 9.859 | 000,43 %          |
| Mongolen             | 000 8.939 | 000,39 %          |
| Yi                   | 000 7.059 | 000,31 %          |
| Miao                 | 000 6.803 | 000,30 %          |
| Tibeter              | 000 4.300 | 000,19 %          |
| Dong                 | 000 2.892 | 000,13 %          |
| Bai                  | 000 2.645 | 000,12 %          |
| Yao                  | 000 2.108 | 000,09 %          |
| Uiguren              | 000 2.048 | 000,09 %          |
| Bouyei               | 000 1.791 | 000,08 %          |
| Koreaner             | 000 1.250 | 000,05 %          |
| Li                   | 000 1.010 | 000,04 %          |
| Hani                 | 0000 831  | 000,04 %          |
| She                  | 0000 663  | 000,03 %          |
| Gelao                | 0000 632  | 000,03 %          |
| Dai                  | 0000 594  | 000,03 %          |
| Xibe                 | 0000 538  | 000,02 %          |
| Qiang                | 0000 505  | 000,02 %          |
| Naxi                 | 0000 475  | 000,02 %          |
| Kasachen             | 0000 424  | 000,02 %          |
| Lisu                 | 0000 287  | 000,01 %          |
| Tu                   | 0000 285  | 000,01 %          |
| Daur                 | 0000 260  | 000,01 %          |
| Mulam                | 0000 243  | 000,01 %          |
| Sui                  | 0000 199  | 000,01 %          |
| Va                   | 0000 157  | 000,01 %          |
| Lahu                 | 0000 135  | 000,01 %          |
| Jingpo               | 00000 91  | 000,004 %         |
| Ewenken              | 00000 85  | 000,004 %         |
| Primi                | 00000 80  | 000,003 %         |
| Maonan               | 00000 66  | 000,003 %         |
| Blang                | 00000 53  | 000,002 %         |
| Dongxiang            | 00000 51  | 000,002 %         |
| Kirgisen             | 00000 48  | 000,002 %         |
| Gin                  | 00000 37  | 000,002 %         |
| Yugur                | 00000 35  | 000,002 %         |
| Oroqen               | 00000 30  | 000,001 %         |
| Achang               | 00000 28  | 000,001 %         |
| Salar                | 00000 26  | 000,001 %         |
| Hezhen               | 00000 24  | 000,001 %         |
| Russen               | 00000 23  | 000,001 %         |
| Jino                 | 00000 22  | 000,001 %         |
| Nu                   | 00000 15  | 000,001 %         |
| Usbeken              | 00000 13  | 000,001 %         |
| Monba                | 00000 12  | 000,001 %         |
| Lhoba                | 000000 7  | 000,0003 %        |
| Tadschiken           | 000000 6  | 000,0003 %        |
| Tataren              | 000000 6  | 000,0003 %        |
| Gaoshan              | 000000 6  | 000,0003 %        |
| Bonan                | 000000 3  | 000,0001 %        |
| Derung               | 000000 3  | 000,0001 %        |
| De’ang               | 000000 1  | 000,00004 %       |

## Wirtschaftliche Funktionen der VBA
Die Volksbefreiungsarmee war bis lange nach dem Bürgerkrieg als wirtschaftlicher Akteur präsent – sowohl hinsichtlich des Grundbesitzes als auch der Unternehmenstätigkeit innerhalb und jenseits des Rüstungsbereiches. Das Ministerium für Munition stellte im Jahr 1985 je eine halbe Million zivile Motorräder, Fahrräder und Kameras und etwa 100.000 Kühlschränke her und trug wesentlich zur Konsumgüterproduktion bei. Die Volksbefreiungsarmee erzielte zwischenzeitlich mit knapp 20.000 Unternehmen um 4 Milliarden Euro Gewinn und konnte damit ihr Budget teilweise aus eigener Kraft bestreiten. Seit etwa dem Jahr 2000 werden Militär und Wirtschaft langsam entflochten. Zugleich verfolgt die politische Führung der Volksrepublik eine Strategie der militärisch-zivilen Fusion, die aber vor allem die Entwicklung und Produktion fortgeschrittener Dual-Use-Güter und die Verwertung von Forschung und Technologieentwicklungen für den zivilen und den militärischen Sektor gleichermaßen fördern soll. Die Strategie greift aber beispielsweise auch in die Planung und Errichtung von Infrastruktur ein, die danbn sowohl auf die zivile als auch die militärische Nutzung ausgerichtet wird.
Nach wie vor ist die Armee aber ein zentraler Bildungsträger und ist ebenso bei Infrastruktur-Maßnahmen ein wichtiger Akteur. Ehemalige Armeeangehörige stellen einen Gutteil der wirtschaftlichen und politischen Elite Chinas.
Im Jahr 2020 gelang es dem Internationalen Friedensforschungsinstitut SIPRI erstmals, den Umfang der chinesischen Rüstungsproduktion einzuschätzen; bis dahin war mangels transparenter Daten aus China auf eine Einordnung seiner Rüstungsunternehmen im globalen Vergleich verzichtet worden. Laut SIPRI produziert die Volksrepublik China Bewaffnung vor allem für das eigene Militär. Ein wichtiger Grund dafür sei nach SIPRI, dass die Führung des Landes in Rüstungsfragen völlig unabhängig von anderen Staaten, darunter primär von Russland, werden wolle. Heute bietet die chinesische Rüstungsindustrie neben Artilleriebewaffnung und Handfeuerwaffen auch sämtliche anderen komplexen Waffensysteme zum Export an. So werden Raketen, Radarsysteme und militärische Drohnen anderer Hersteller teilweise plagiiert, hergestellt und exportiert.

## Forschung und Ausbildung
Die chinesische Armee unterhält drei große Forschungs- und Ausbildungsinstitute: die Akademie für militärische Wissenschaften als zentrale Einrichtung sowie die Nationale Verteidigungsuniversität, die vor allem der Ausbildung hochrangiger Offiziere dient, und die Nationale Universität für Verteidigungstechnologie für die militärtechnische Forschung und Entwicklung sowie für die Ausbildung hochrangiger Offiziere in Truppengattungen mit technischem Schwerpunkt. Alle Teilstreitkräfte unterhalten zudem mehrere akademische Ausbildungsinstitute, die sich auf spezielle Aspekte des jeweiligen militärischen „Fachs“ konzentrieren.
Beim Training und bei der Ausbildung nutzt die VBA zunehmend moderne Methoden. Seit dem Jahr 2000 scheinen Übungen, Ausbildungsgänge und Manöver stark zuzunehmen, die die Zusammenarbeit zwischen verschiedenen regionalen Kommandos und Teilstreitkräften in den Mittelpunkt stellen. Auch wird auf realistische und herausfordernde Feinddarstellung größerer Wert gelegt. Zudem scheint die Offiziersaus- und -weiterbildung höheren Wert auf das Sammeln von Erfahrungen in verschiedenen Einheiten und auch Teilstreitkräften zu legen. Im August und September 2009 wurden erstmals alle sieben Militärbezirke in einer gemeinsamen Mobilmachungsübung mit 50.000 Soldaten zusammengefasst. 2019 wurden verstärkte Übungen im Gefecht der verbundenen Waffen beobachtet. Die größte umfasste alle sechs Teilstreitkräfte und alle fünf Militärbezirke. Eine große Rolle beim Einüben neuer Gefechtsformen durch das Heer spielt das Ausbildungsgelände Zhurihe in der Inneren Mongolei, das nach US-Einschätzungen modernsten Standards für militärischen Übungsstätten genügt.
2022 berichtete die britische Regierung, die Volksbefreiungsarmee werbe ehemalige Piloten der Royal Air Force zur Ausbildung an. Auch ehemalige Piloten der Bundeswehr und der US-Streitkräfte bildeten Piloten der Volksbefreiungsarmee aus und erhielten dafür viel Geld.

### Unteroffizierslaufbahn
Die Unteroffizierslaufbahn ist in eine technische und eine nichttechnische Laufbahngruppe unterteilt. Einzig technisch ausgebildeten Unteroffizieren, z. B. Mechanikern, ist der Aufstieg zum sechsten, höchsten Unteroffiziersgrad gestattet. Die nicht-technisch versierten Unteroffiziere, üblicherweise Gruppenführer, Aufklärer oder Artilleristen, können demgegenüber maximal bis zum vierthöchsten Unteroffiziersrang aufsteigen. Darüber hinaus dienen Unteroffiziere für die gesamte Dauer ihrer Laufbahn in derselben Einheit. Die Entscheidung über diese Laufbahngruppe müssen die Bewerber nach Abschluss ihrer zweijährigen Wehrpflicht fällen.

## Teilstreitkräfte

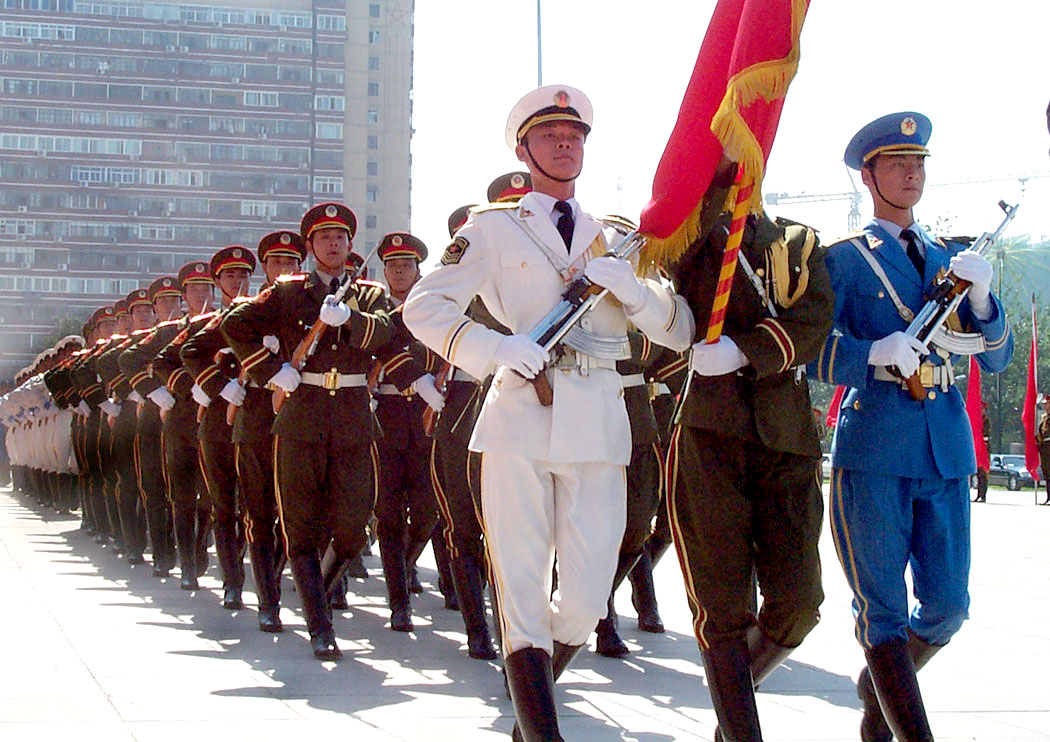
Ehrenformation aus Soldaten aller drei Waffengattungen

### Landstreitkräfte (Heer)
Die Landstreitkräfte (das Heer) der Volksbefreiungsarmee stellt die größte Teilstreitkraft. Offiziellen Angaben zufolge umfasst es 1,6 Millionen Soldaten. Das US-Verteidigungsministerium ging für das Jahr 2021 von 975.000 im aktiven Dienst aus. Das Heer ist in 13 Armeegruppen gegliedert, die in etwa Korps in westlichen Armeen entsprechen, und verfügt über rund 6700 Kampfpanzer und rund 13.600 Artilleriegeschütze. Die Armeegruppen gliedern sich weiter in insgesamt 78 Brigaden der verbundenen Waffen mit jeweils bis zu 5000 Mitgliedern. Diese werden in die drei Kategorien schwer (mit gepanzerten Kettenfahrzeugen), mittel (gepanzerte Radfahrzeuge) und leicht (hochmobile, Gebirgsjäger-, Luftlande- und motorisierte Brigaden) geordnet. Zu diesen Gefechtsbrigaden kommen in jeder Armeegruppe sechs weitere spezialisierte Brigaden: jeweils eine Artillerie-, Flugabwehr-, Heeresflieger- (in einigen Armeegruppen Luftlande-), Spezialeinheiten-, Logistik- sowie Pionier- und ABC-Abwehrbrigade. Außerhalb der Armeegruppen sind noch einzelne unabhängige Brigaden und Divisionen vorhanden. Unterhalb der Brigadeebene wird auch bei den Bataillonen verstärkter Wert auf die Fähigkeit zum Kampf der verbundenen Waffen und damit eine eigenständige Einsatzfähigkeit gelegt. So wurden Bataillone in den vergangenen Jahren verstärkt mit Aufklärungs- und Kampfunterstützungselementen ausgestattet.
Die vollständige Mechanisierung des Heeres war für das Jahr 2020 geplant. Ob dies gelang, ist unklar.

### Seestreitkräfte (Marine)
Die Seestreitkräfte (Marine) Chinas sind – gemessen an der Anzahl der Schiffseinheiten – als die weltweit größte Marine zu bezeichnen. Sie verfügten nach US-Erkenntnissen im Jahr 2021 über rund 340 Über- und Unterwasserschiffe, darunter rund 125 größere Überwasser-Kriegsschiffe (Zerstörer, Fregatten, Korvetten), zwei Flugzeugträger, 62 U-Boote, davon ein Fünftel mit Nuklearantrieb und vier ausgerüstet mit Nuklearwaffen.
Die Teilstreitkraft ist gegliedert in drei Flotten mit 215.000 Soldaten, die Ostflotte (Donghai-Flotte), die Südflotte (Nanhai-Flotte), die Nordflotte (Beihai-Flotte), und das Marineinfanterie-Korps. Marinefliegerbrigaden sind den jeweiligen Flotten untergeordnet. Die Flotten selbst sind entsprechend ihrer „Himmelsrichtung“ den gleichnamigen Militärbezirken unterstellt.
Diese Teilstreitkraft steht im Mittelpunkt der Modernisierungsanstrengungen. In deren Verlauf legt die Teilstreitkraft ihre langjährige Beschränkung auf küstennahe Einsätze ab und erlangt zunehmend Einsatzfähigkeit auf hoher See und eine weltweite Operationsreichweite.

### Luftstreitkräfte
Die chinesischen Luftstreitkräfte setzen sich zusammen aus Fliegerkräften, Luftlandetruppen, Boden-Luftverteidigung, Funktruppen, Radartruppen und Funktechnischer Gegenwirkung.
Zusammen mit den Fliegern der Marine verfügen sie über rund 2800 Luftfahrzeuge (ohne Ausbildungsflugzeuge und Drohnen), von denen rund 2250 Kampfsysteme sein dürften.
Sie bestehen aus fünf Kommandos, die den Militärbezirken zugeordnet sind, 29 Divisionen mit 390.000 Soldaten.

### Raketentruppen

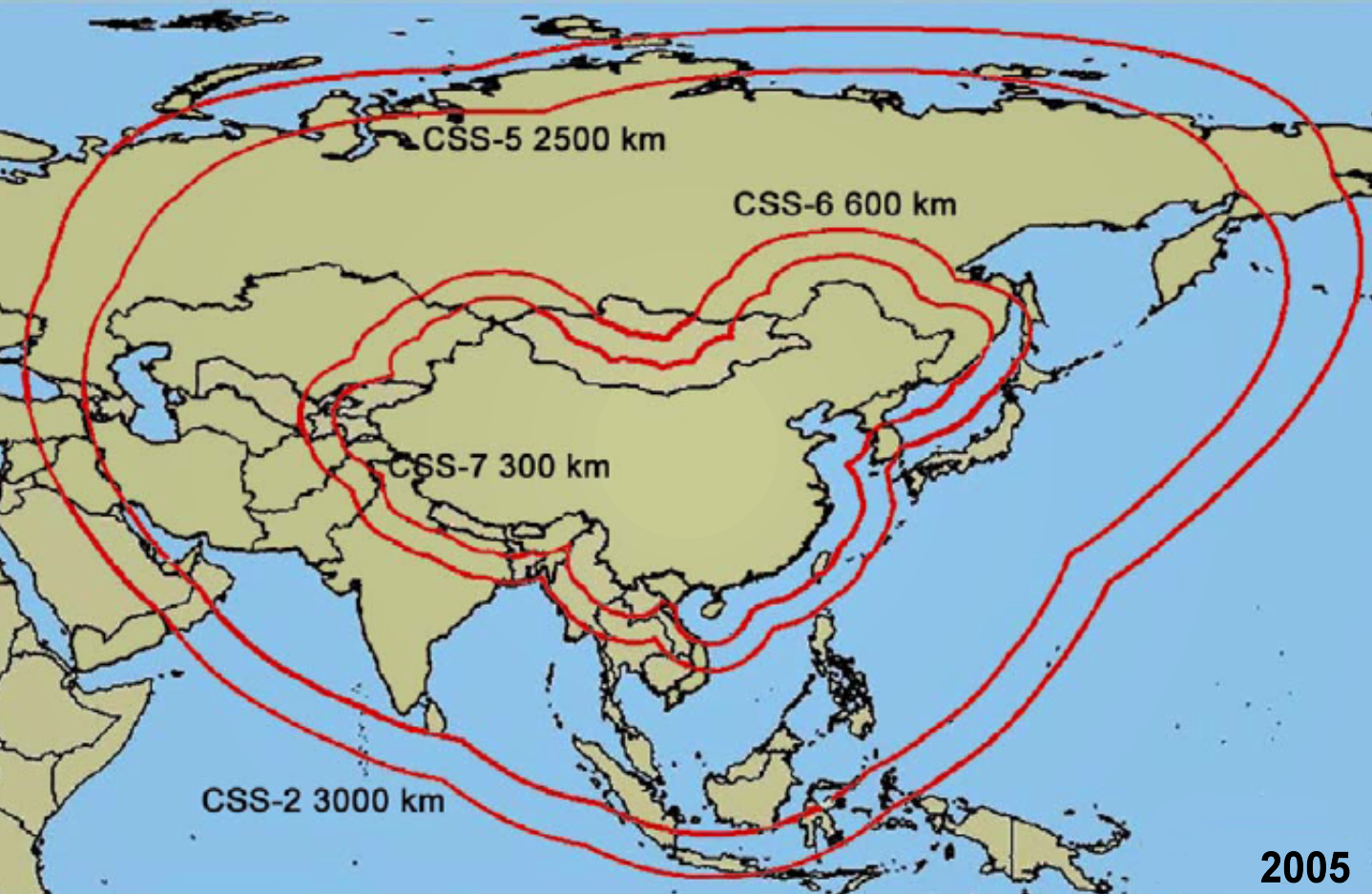
Reichweite der chinesischen Kurz- und Mittelstreckenraketen 2005

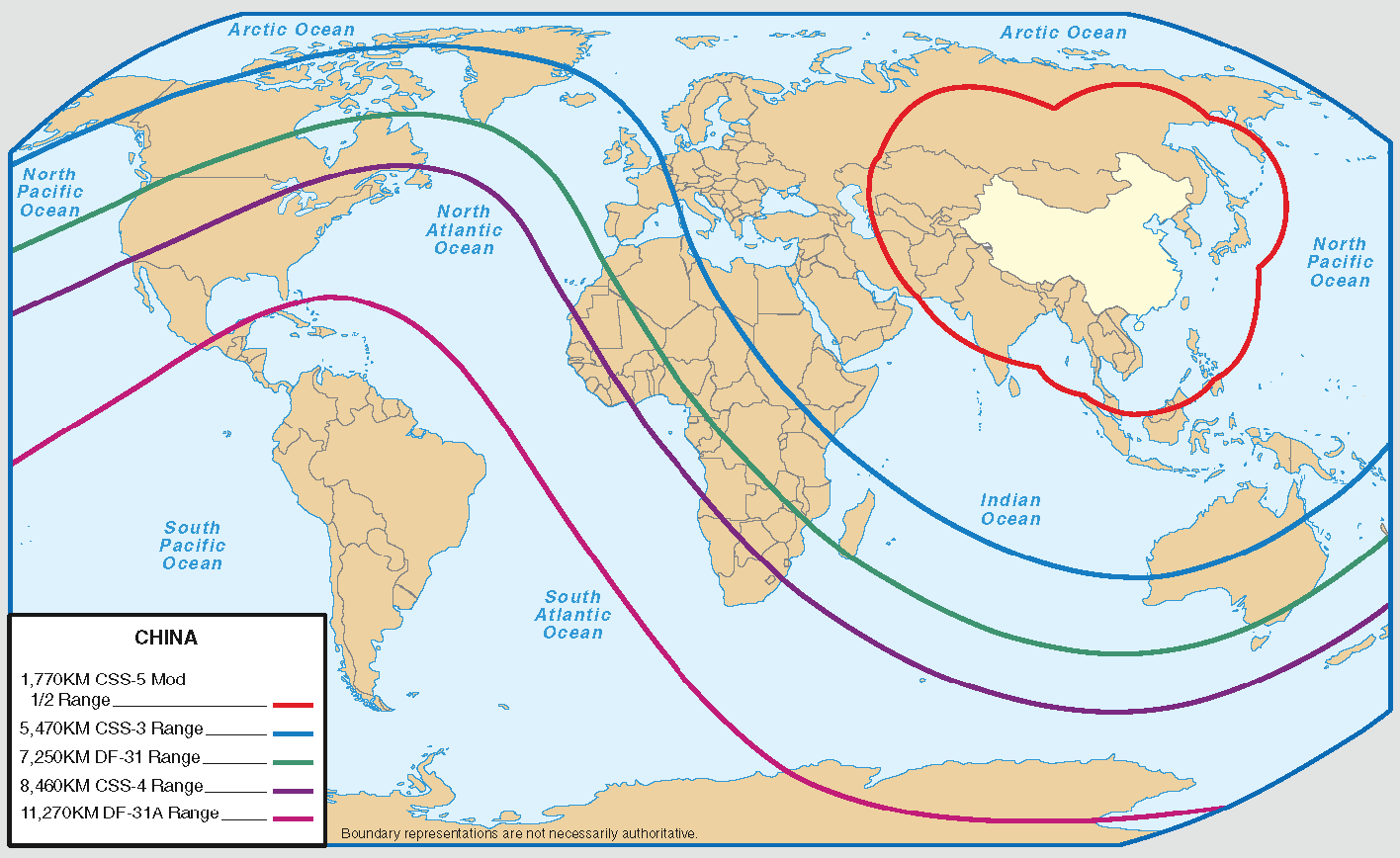
Reichweite der chinesischen Interkontinentalraketen 2006

Die chinesischen Raketenstreitkräfte, früher auch Zweite Artillerie, unterstehen unmittelbar der Zentralen Militärkommission und sind nicht regional aufgegliedert. Sie können konventionelle und nukleare Gefechtsköpfe einsetzen. Sie wurden 1966 gegründet. Der Kommandeur ist General Jing Zhiyuan (Stand 2010). Das Hauptquartier befindet sich im Straßenviertel Qinghe von Haidian in Peking. Weiter gliedern sich die Raketenstreitkräfte in eine Frühwarndivision, ein Fernmelderegiment, ein Wachregiment, ein Technikregiment und sechs Raketendivisionen auf. Letztere bestehen aus rund 20 Raketenbrigaden, die jeweils mit einem bestimmten Raketentyp ausgestattet sind.
Das Raketenarsenal ist sehr vielfältig. Dabei umfasste es in der Klasse der Interkontinentalraketen nach US-Schätzungen im Jahr 2019 rund 100 Flugkörper. Die Waffenklasse teilt sich auf die Typen Dong Feng 4 (CSS-3) mit bis zu 7000 Kilometern Reichweite und Dongfeng 5 mit bis zu 13.000 Kilometern Reichweite sowie letztere in geringer Stückzahl auch mit Mehrfachgefechtsköpfen auf. Ebenso befinden sich wenige DF-31 mit bis zu gut 11.000 Kilometern Reichweite im aktiven Bestand. Darüber hinaus sind mehrere U-Boote der chinesischen Marine mit Interkontinentalraketen bestückt. Chinesische Interkontinentalraketen können bis auf Südamerika die gesamte Landfläche der Erde erreichen. Der „gemirvte“ Raketentyp Dongfeng 41 mit rund 12.000 bis 15.000 Kilometern Reichweite als Nachfolger der CSS-4 befindet sich in der Truppeneinführung. Darüber hinaus entwickelt China Hyperschallwaffen wie die DF-ZF.
Bei den Mittelstreckenraketen bemüht sich China offenbar um eine Vereinheitlichung auf das System DF-26. Im April 2018 wurde die Aufstellung einer Brigade angekündigt, deren DF-26 speziell auf die Bekämpfung von Seezielen, in erster Linie Flugzeugträger, ausgelegt sein sollen. Noch dürfte die Mehrheit der einsatzbereiten Systeme vom Typ CSS-5/Dong Feng 21 mit knapp 1900 Kilometern Reichweite sein. Im Einsatz befindet sich außerdem das Modell Dong Feng 25 mit mobilen, geländegängigen Startrampen. In der zentralchinesischen Provinz Haixi soll sich nahe der Provinzhauptstadt Delingha auf rund 2000 Quadratkilometern eine Anlage mit 58 Startrampen für Mittelstreckenraketen befinden. Zusätzlich sind in der Region möglicherweise zahlreiche mobile Startvorrichtungen stationiert. In ähnlichen Reichweiten, als Marschflugkörper aber mit anderer Technik wird das System DongHai 10 eingesetzt. Insgesamt schätzt das US-Verteidigungsministerium die Anzahl chinesischer Mittelstreckenraketen auf mehr als 350 und die der Startrampen auf geringfügig weniger.
Die Kurzstreckenraketen der Typen CSS-6 (600 km Reichweite) und CSS-7 (300 km Reichweite) werden massiv modernisiert, um ihre Zielgenauigkeit zu erhöhen. US-Schätzungen von 2020 gehen von mehr als 600 Kurzstreckenraketen mit rund 200 Startrampen im Bestand der Volksbefreiungsarmee aus. Darüber hinaus befindet sich das System CSS-11/DF-16 mit gut 700 Kilometern Reichweite in der Truppe.
Für alle Typen chinesischer Interkontinentalraketen sowie für die Mittelstreckenraketen vom Typ CSS-5 existieren nukleare Sprengköpfe. Seit 2005 werden auch EMP-Gefechtsköpfe zum Einsatz gegen elektronische Systeme eingeführt.
Marschflugkörper für verschiedene Plattformen und Einsatzzwecke werden seit 2007 an die Truppe ausgegeben und sind inzwischen auch außerhalb der Raketenstreitkräfte in Verwendung. US-Schätzungen gehen von rund 100 mobilen, bodengebundenen Startrampen für Marschflugkörper mit rund 300 Geschossen aus. Marschflugkörper zur Seezielbekämpfung scheinen sich zur Hauptwaffe der chinesischen Marine in der Bekämpfung von Überwassereinheiten zu entwickeln und sind auf modernen Schiffen weit verbreitet vorhanden.

### Strategische Unterstützungskräfte
Die Strategischen Unterstützungskräfte sind eine neue Truppengattung. In ihrem Bestand sind die Kräfte zur Sicherung des Umfelds der Kampfhandlungen, zur Aufrechterhaltung der Kommunikation und zur Erprobung neuer Technologien zusammengefasst.
Die zum 1. Januar 2016 in Dienst gestellte Teilstreitkraft bündelt Aufgaben, die in der westlichen Militärdoktrin als Elektronische Kampfführung bezeichnet werden, sowie Aktivitäten der militärischen Raumfahrt, der Psychologischen Kriegsführung und des Cyberkriegs.

### Sicherstellungskräfte
In den Sicherstellungskräften sind alle Rückwärtigen Dienste der chinesischen Streitkräfte zusammengefasst. Dazu gehören das Sanitäts- und das Transportwesen, die Rohrleitungssysteme, Depots, das Bauwesen, die Materialbeschaffung und die Reserven.
Wesentliche Aufgabe der 2016 formierten Sicherstellungskräfte ist die Koordinierung und Vereinheitlichung der teils sehr vielgestaltigen rückwärtigen Sicherstellung in den Teilstreitkräften, Spezialtruppen und verschiedenen Großverbänden. Dies soll die Fähigkeit zum Gefecht der verbundenen Waffen und zum Network-Centric Warfare im größeren Umfang erhöhen. Dabei ist die Einbindung ziviler Ressourcen ein weiteres zentrales Ziel. Das Hauptquartier der Sicherstellungskräfte befindet sich in Wuhan. Jedem der fünf Militärbezirke ist ein Zentrum der Sicherstellungskräfte zugeordnet. Diese werden im Frieden vom Hauptquartier der Teilstreitkraft befehligt, im Kriegsfall vom Kommando des jeweiligen Militärbezirks. Die Teilstreitkraft war eng in die Maßnahmen zum Umgang mit der COVID-19-Pandemie eingebunden.

## Ausrüstung

### Etat

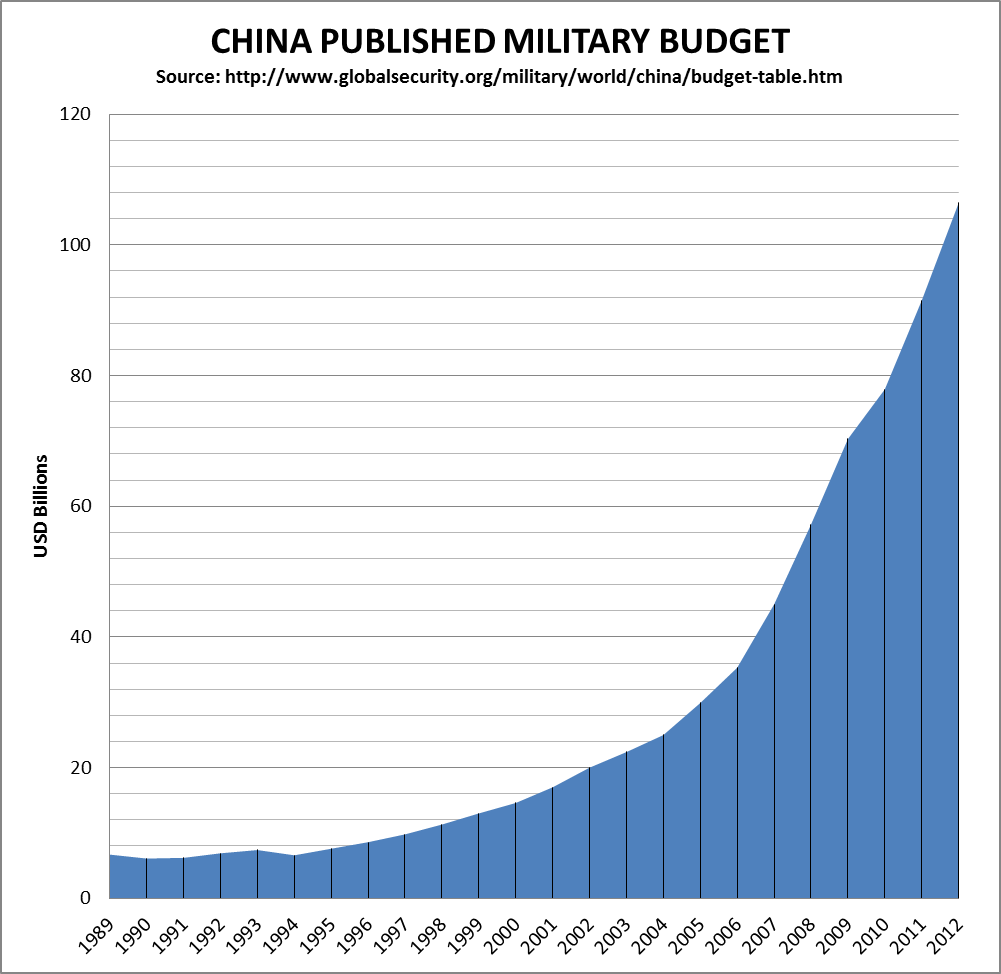
Der chinesische Militäretat in Milliarden US-Dollar.

Der chinesische Militäretat in Prozent des Bruttoinlandsprodukts.

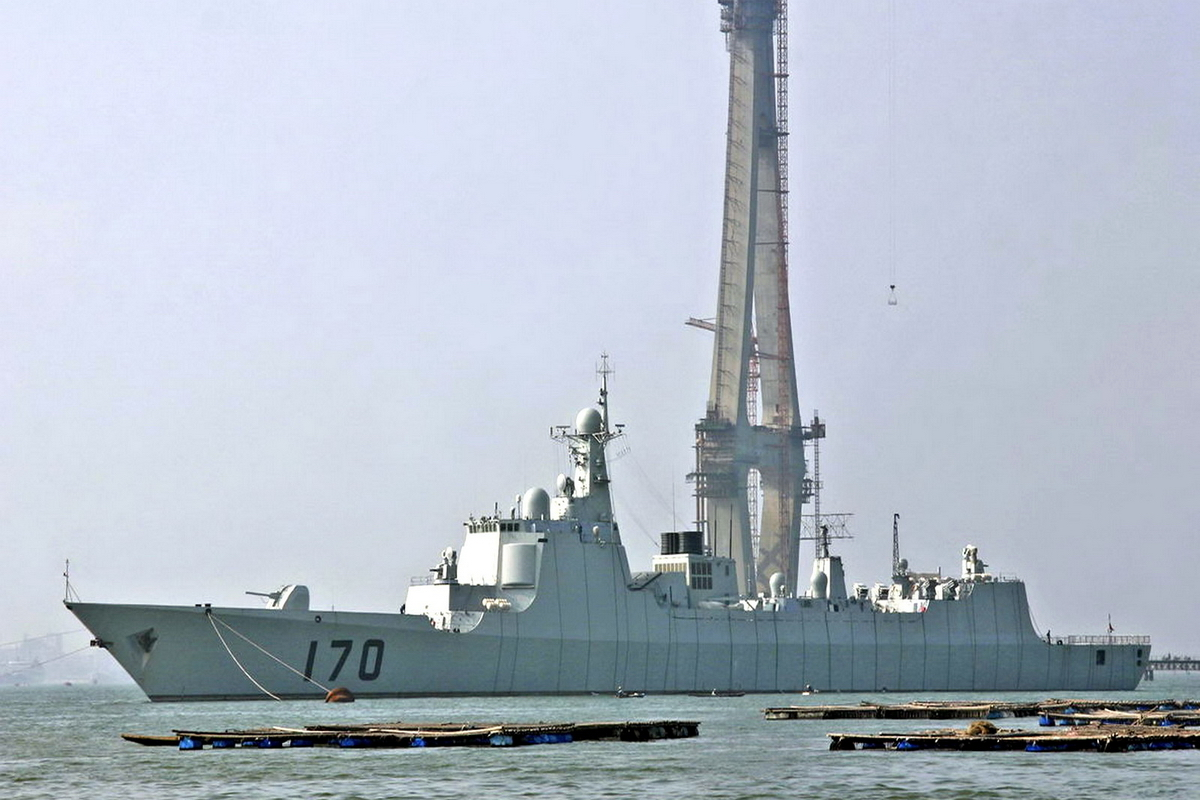
Typ-052C-Lenkraketenzerstörer

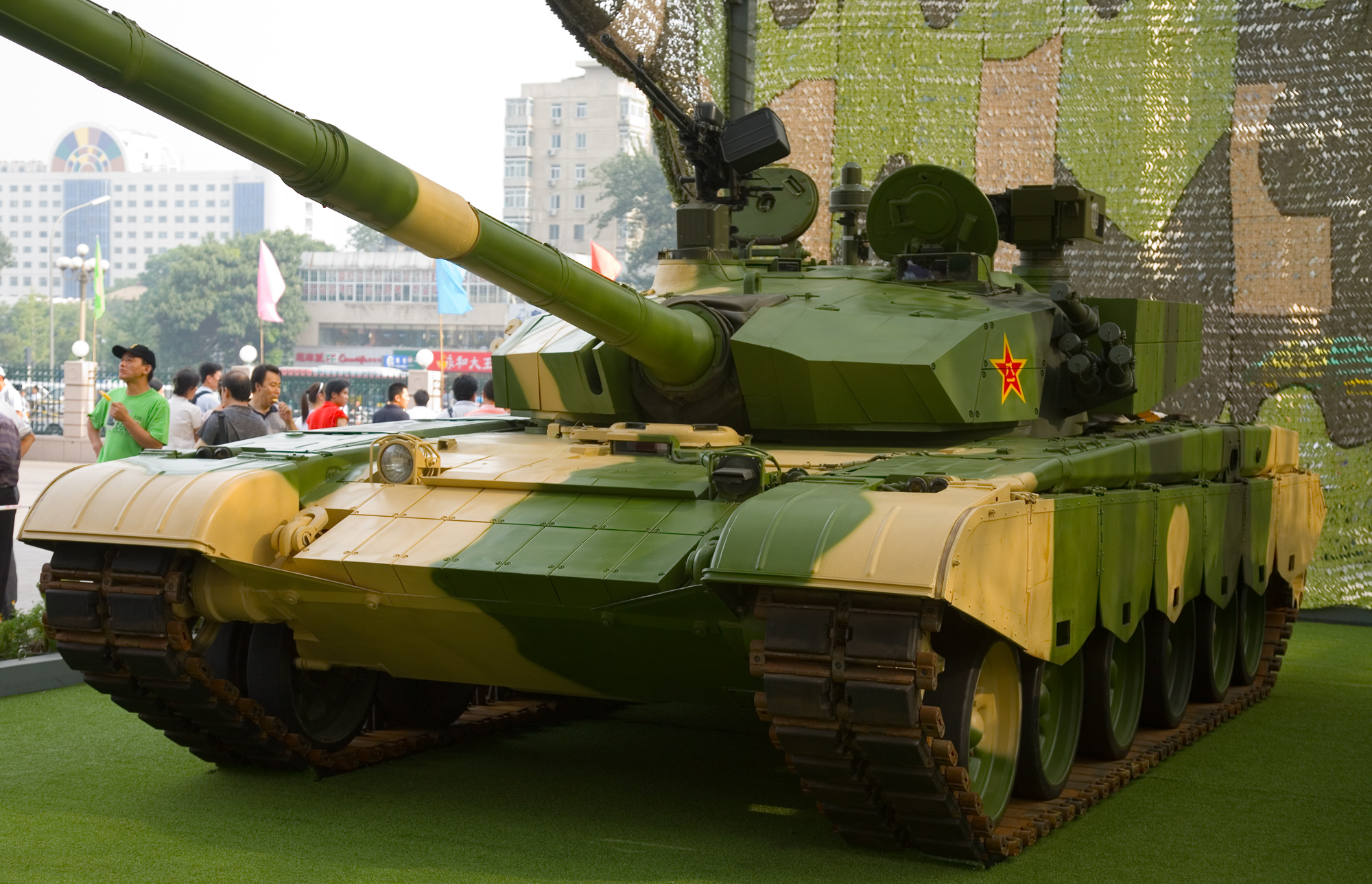
Kampfpanzer Type 99

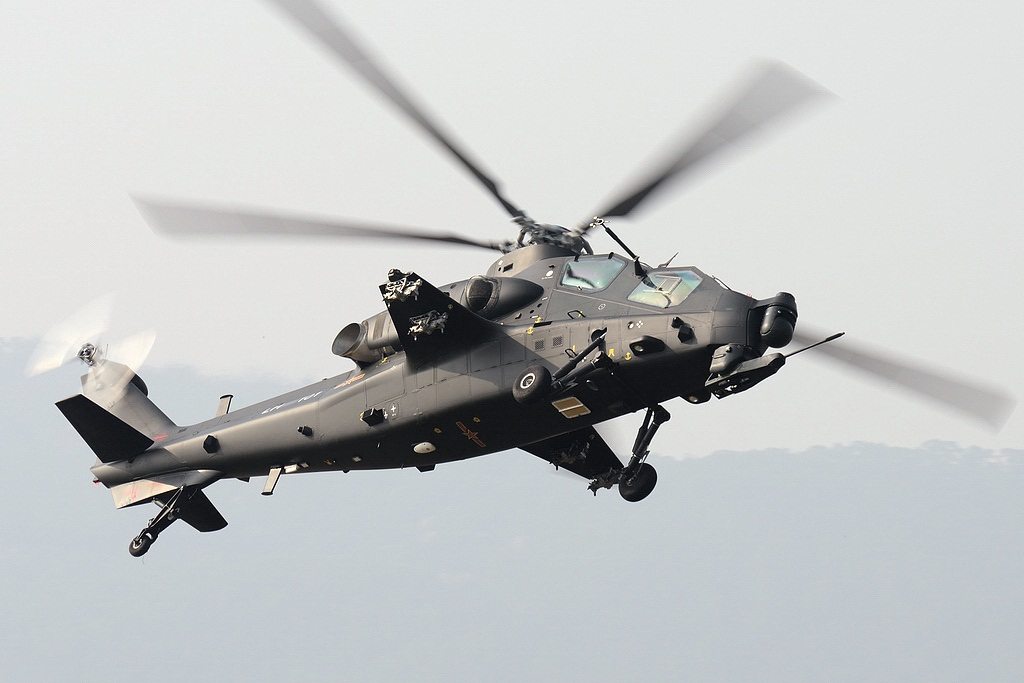
Kampfhubschrauber WZ-10

Der Militäretat Chinas lässt sich vielen westlichen Beobachtern zufolge nur schätzen, weil aus zahlreichen Ressorts Geld verdeckt in die Streitkräfte fließt – was allerdings auch bei vielen anderen Armeen der Welt der Fall ist. Umgekehrt sind auch Posten enthalten, die in den meisten anderen Ländern nicht dem Militärresort angerechnet werden. Dies war historisch beim Bau von Infrastruktur der Fall und gilt bis heute für bestimmte Pensionsrückstellungen und für die Katastrophenhilfe, die aber auf nicht ganz klaren Wegen aus anderen öffentlichen Quellen refinanziert werden soll. Zudem muss der erhebliche Kaufkraftunterschied in Ansatz gebracht werden (ein chinesischer Marschflugkörper schlägt nur mit einem Bruchteil dessen zu Buche, was ein Cruise-Missile die US-Streitkräfte kostet). Die chinesische Regierung hat mehrfach die US-Schätzungen zurückgewiesen, die gegenüber ihren eigenen Angaben erheblich höher liegen. Die rückblickenden Zahlen im Weißbuch von 2019 weichen von den Angaben des chinesischen Finanzministeriums für die entsprechenden Jahre ab, allerdings in der Regel um eine Größenordnung von weniger als fünf Prozent.
Seit etwa dem Jahr 2010 hat sich die bis dahin meist gleiche Verteilung der offiziellen Militärausgaben zwischen den drei Feldern Ausrüstung, Personalkosten sowie Ausbildung und Instandhaltung zu Gunsten der Ausrüstung verschoben, die im Jahr 2017 rund 41 Prozent ausmachte. Die nicht im Verteidigungsbudget enthaltenen Mittel für staatlich finanzierter Forschung und Entwicklung, der Finanzierung lokaler Milizen und der zentralen Finanzierung der bewaffneten Volkspolizei, betrugen im Jahr 2024 umgerechnet 71 Mrd. US-Dollar.
Offiziell wies China für das Jahr 2024 einen Verteidigungsetat in Höhe von 1,665 Billionen Renminbi aus, umgerechnet 233 Milliarden US-Dollar, und damit weltweit den zweithöchsten nach den USA.
|           | 2015  | 2016  | 2017  | 2018  | 2019  | 2020  |
| --------- | ----- | ----- | ----- | ----- | ----- | ----- |
| Offiziell | 142,4 | 143,7 | 151,5 | 167,4 | 172,3 | 178,6 |
| Sipri     | 214,4 | 216,6 | 228,8 | 253,6 | 261,1 |       |
| IISS      | 193   | 197   | 209,3 | 225   |       |       |

Inflationsbereinigt auf Basis des Jahres 2010 stieg das chinesische Militärbudget von 2015 bis 2020 von 115 auf 140 Milliarden US-Dollar an.

### Nukleare Bewaffnung
China ist seit 1964 im Besitz von Kernwaffen und gilt als offizielle Atommacht. Die VR China erklärte am 16. Oktober 1964 ihren Verzicht auf den Ersteinsatz und bestätigte diesen am 5. April 1995 und im Juni 2005. Auch das Weißbuch zur Militärstrategie Chinas (vom Juli 2019) hält an diesem Verzicht fest und versichert, dass die VR China ihre Kernwaffen auf dem minimalen Niveau halten wolle, das für seine Sicherheit erforderlich ist.
Dabei wurden bis in die 1990er-Jahre Nuklearwaffentests in Xinjiang im Grenzgebiet zu Tibet durchgeführt. Die Volksrepublik hat seit 1964 44 Nuklearwaffentests vorgenommen. Von den 21 unterirdischen Versuchen wurde der letzte im Jahr 1996 durchgeführt. Der letzte oberirdische Test Chinas fand im Jahr 1980 statt, nachdem sich bereits 1963 Großbritannien, die UdSSR und die USA aufgrund der weltweit angestiegenen radioaktiven Grundbelastung in einem Teilstoppabkommen verpflichtet hatten, keine weiteren Nuklearwaffentests in der Atmosphäre, unter Wasser oder im Weltall durchzuführen. Über die Strahlenbelastung und die Folgen wurde von China nichts an die Öffentlichkeit gebracht. Allerdings sollen in den betreffenden Fall-Out-Gebieten Strahlenerkrankungen aufgetreten sein, woraufhin die Uiguren gegen diese Tests demonstriert haben, aber die Demonstrationen wurden seitens China unterdrückt. China behält sich weiterhin vor, Kernwaffenexplosionen, zu wörtlich „friedlichen Zwecken“, beispielsweise zur Verwendung bei unterirdischen Bauten, durchzuführen.
US-Schätzungen gehen davon aus, dass China im Jahr 2021 über 400 Nuklearsprengköpfe verfügte. Die Mehrzahl dieser Gefechtsköpfe sind wahrscheinlich mit Interkontinentalraketen und von strategischen Bombern aus einsetzbar. Die Interkontinentalraketen verfügen über Startvorrichtungen an Land und auf U-Booten. Darüber hinaus soll auch eine kleine Zahl von Flugzeugen existieren, die als fliegende Plattformen dienen können.
Die Einsatzstrategie sieht vor, dass die eigenen Systeme einen gegnerischen nuklearen Erstschlag in ausreichender Menge und Einsatzfähigkeit überstehen sollen, um einen Zweitschlag auszuführen, um dem Gegner einen für diesen unakzeptablen Schaden zuzufügen.
Am 16. Dezember 2024 veröffentlichte das U.S. Department das Transkript Senior Defense Official Briefs on 2024 China Military Power Report. Neue US-Schätzungen gehen davon aus, dass China Ende 2024 bereits über 600 Nuklearsprengköpfe verfügte und jedes Jahr weitere 100 Nuklearsprengköpfe produzieren lasse.

### Kriegsführung im Weltraum
Die Volksbefreiungsarmee ist traditionell der wichtigste Akteur der Raumfahrt der Volksrepublik China. Wie in anderen Staaten kommen zu den rein militärischen Programmen zivil-militärische Kooperationen und der Zugriff militärischer Stellen auf zivile Weltraumprogramme.
In diesem Rahmen ist die Installation von Satelliten zur Erdbeobachtung und zur Positionsbestimmung am weitesten vorangeschritten. Die 2003 und 2004 gestarteten Satelliten der Programme Ziyuan-1 und -2 erlauben eine Bilderfassung der gesamten Erdoberfläche. Die Auflösung der Bilder ist unbekannt. Das Huanjing-Programm soll elf Satelliten zur multispektralen, Infrarot- und Radarüberwachung der Erdoberfläche umfassen. Das System Beidou ermöglicht Positionsbestimmungen mit bis zu zehn Metern Genauigkeit, ist vorerst aber im vollen Leistungsumfang auf Asien beschränkt. Seit 2006 wird Yaogan Weixing als gemischtes elektro-optisches und Synthetic-Aperture-Radar-System aufgebaut, das die Erdbeobachtung mit Auflösungen von bis zu 60 Zentimetern erlauben soll.
Bei einem Raketentest am 11. Januar 2007 wurde der chinesische Wettersatellit Fengyun-1C („Wind und Wolken“), der seine Lebensdauer überschritten hatte, vom Boden aus in rund 850 Kilometern Höhe mit einer ballistischen Rakete zerstört. Das Projektil war laut der chinesischen Regierung vom Raumfahrtbahnhof Xichang in Südwestchina abgefeuert worden. Am 19. Januar 2007 protestierten die Vereinigten Staaten, Japan, Australien und Kanada gegen den Abschuss, ein formeller britischer Protest wurde Tage später eingelegt. Seitdem verfügt China über einen einsatzfähigen Typ von Antisatellitenrakete auf Grundlage einer modifizierten Mittelstreckenrakete des Typs Dong Feng 21. Weitere Antisatellitenwaffen befinden sich in der Entwicklung. Politisch spricht sich die Volksrepublik allerdings gegen die Militarisierung des Weltraums aus.

## Fahnen, Insignien, Abzeichen
Die Insigne der VBA ist ein roter Stern mit den chinesischen Schriftzeichen für den 1. August (chinesisch 八一, Pinyin bā yī), den Jahrestag des Nanchang-Aufstands 1927.

### Offizielle Darstellungen und Allgemeines
- Offizielle Homepage (englisch)
- GlobalSecurity.org: People’s Liberation Army (englisch)
- The Chinese Military Power Page – The Commonwealth Institute (englisch)
- White paper 2019. China’s National Defense in the New Era. The State Council Information Office The People’s Republic of China, July 2019, First Edition 2019, ISBN 978-7-119-11925-0.
- Weißbuch 2019 zu Chinas Militärstrategie. Chinas Landesverteidigung im neuen Zeitalter. (Juli 2019) sowie Weißbuch 2015 zu Chinas Militärstrategie. China’s Military Strategie. (26. Mai 2015). Hrsg.: Informationsbüro des Staatsrates der Volksrepublik China. Übersetzung aus dem Englischen und Bearbeitung von Bernd Biedermann. In: Chinas Landesverteidigung am Beginn der 2020er Jahre. Schriftenreihe DGKSP-Diskussionspapiere, Dresden 2020, Februar, 82 S. Abruf .
- Rede des Botschafters Ma vor der Gesellschaft für Wehr- und Sicherheitspolitik in Hannover (Chinesische Botschaft Berlin, 13. März 2006)

### Berichte und Stellungnahmen
- The 'People' in the PLA: Recruitment, Training and Education in China’s 80-year old Military. (The National Bureau of Asian Research, 2007 – Die zusammen mit dem Strategic Studies Institute (SSI) des United States Army War College veranstaltete jährliche Konferenz wurde von der US-Website DefenseNews.Com als „the premier academic and government conference on China’s army“ in den Vereinigten Staaten bezeichnet.)
- Dan Blumenthal: Get Serious About China’s Rising Military, in: Washington Post, 25. Mai 2006
- Rick Fisher: Top Ten Chinese Military Modernization Developments in: International Assessment and Strategy Center, 23. März 2005
- Bill Gertz: Chinese dragon awakens, in: Washington Times, 26. Juni 2005
- Horst Mäder: China rüstet massiv auf, in: Truppendienst, Folge 288, Ausgabe 6, 2005
- Lyman Miller: China an Emerging Superpower?, in: Stanford Journal of International Relations, Vol. 6, Issue 1, Winter 2005
- Frank Umbach: Chinas Aufrüstung – ein Alarmzeichen, in: Internationale Politik, Nr. 7, 2000
- Bericht einer Kommission des US-Kongresses zur chinesischen Rüstung, Stand 2007 (Memento vom 13. Juli 2007 im Internet Archive)
- Bericht des US-Verteidigungsministeriums an den Kongress über die militärische Stärke der VBA, Stand 2008
- Bericht des US-Verteidigungsministeriums an den Kongress über die militärische Stärke der VBA, Stand 2009
- Bericht des US-Verteidigungsministeriums an den Kongress über die militärische Stärke der VBA, Stand 2012